# Дашнакцутюн
Армянская Революционная Федерация (арм. Հայ Յեղափոխական Դաշնակցութիւն — букв. «Армянское революционное содружество»; Հ.Յ.Դ., АРФ), более известная как Дашнакцутю́н или  Ташнакцутю́н (арм. Դաշնակցութիւն — «Содружество»; тур. Taşnaksutyun) — одна из старейших армянских политических партий.
Партия была создана в 1890 году в Тифлисе, действовала на территории Российской империи, Османской империи (Турции), Азербайджанской Демократической Республики, Ирана, США, ряда государств и стран Европы. Официальное название на русском языке — Армянская революционная федерация «Дашнакцутюн» (АРФ «Дашнакцутюн»).
На первоначальном этапе ставила перед собой целью достижение экономической и политической свободы Турецкой Армении посредством «народной войны против турецкого правительства». В качестве средств достижения поставленных целей выдвигались пропаганда, революционная подготовка народа, организация и вооружение армянского населения Османской империи для самозащиты, саботаж и индивидуальный террор.
Террористические методы использовались не только на территории Османской империи, но и в российском Закавказье во время Первой русской революции (1905—1907).
Начиная с конца XIX века «Дашнакцутюн» использовала территорию Персидской империи как плацдарм для операций на османской территории — организовывались вооружённые группы, создавались партийные ячейки, переправлялось оружие из России в пограничные районы Османской империи. В период 1907—1912 годов члены партии принимали активное участие в Конституционной революции.
В начале XX века в ходе борьбы против деспотического режима султана Абдул-Хамида II АРФ пошла на сотрудничество с младотурками и стала использовать легальные формы политической активности. Как утверждается, к 1907 году партия насчитывала 167 тыс. членов.
В 1918—1920 годах «Дашнакцутюн» была правящей партией в Республике Армения, возникшей в результате распада Российской империи. В декабре 1920 года в результате военного вторжения турецких кемалистов и советских войск Республика Армения прекратила своё существование. Вооружённые отряды армянских националистов на территории Зангезура продолжили борьбу против советской власти, пока в конечном итоге не были разбиты советскими войсками.
После падения республики партия продолжила свою деятельность с антисоветских позиций в эмиграции. В период Второй мировой войны находящиеся в Берлине члены партии сотрудничали с нацистами.
В послевоенный период, с целью признанию геноцида армян и требований территориальных компенсаций, партия сменила антисоветскую и антикоммунистическую политику на антитурецкую. В середине 1970-х годов была создана террористическая организация Бойцы за справедливость в отношении геноцида армян, являвшаяся военным крылом «Дашнакцутюн». В СССР бывшие члены партии выселялись в Алтайский край.
Легальная политическая активность партии на территории Армении и непризнанной Нагорно-Карабахской Республики была восстановлена в период «перестройки» во второй половине 1980-х годов. В конце 1980-х — начале 1990-х годов активисты «Дашнакцутюн» приняли активное участие в Карабахском конфликте. В период 1994—1998 годов деятельность партии на территории Армении была запрещена.
«Дашнакцутюн» является самой крупной политической партией армянской диаспоры.
В 1907—1960 годах «Дашнакцутюн» — член Социалистического Интернационала. С 1996 года вновь участвует в его работе в качестве наблюдателя, в 1999 году получила консультативный статус, а с 2002 года восстановила полноправное членство в этой организации.

## Образование партии

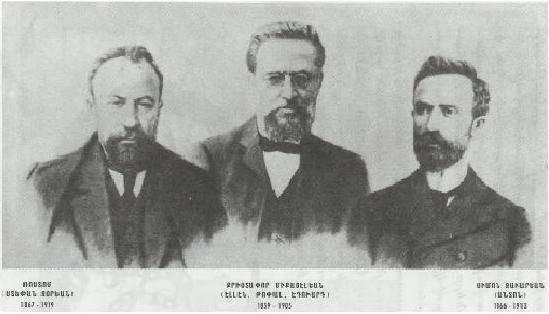
Основатели партии «Дашнакцутюн» Ростом Зорьян, Христофор Микаелян и Симон Заварян

«Армянская революционная федерация», первоначально известная как «Федерация армянских революционеров», возникла летом 1890 года в Тифлисе в результате объединения нескольких различных армянских групп, прежде всего в России, в единую политическую партию. По первоначальному замыслу там должны были быть представлены народники, интеллигенция, марксисты и патриоты. Стремление к объединению стало результатом давней озабоченности российских армян угнетённым положением своих братьев в Османской империи. Основную роль в этом объединении сыграли Христофор Микаелян, Ростом Зорьян и Симон Заварьян. О создании партии было объявлено в листовке, напечатанной в тифлисской нелегальной типографии. В ней говорилось, что партия намерена объединить весь армянский народ для освобождения Турецкой Армении от османского ига и будет «сражаться до последней капли крови для освобождения отечества», что не могло не насторожить османские власти.
В Тифлисе был создан центральный орган организации «Кентрон» («Центр») и выпускался её печатный орган «Дрошак» («Знамя»).
«Федерация армянских революционеров» стала третьей из армянских национально-революционных организаций, возникших в этот период. В 1885 году на территории самой Османской империи, в городе Ван, возникла партия «Арменакан». В 1887 году в Женеве группой студентов-армян из России была создана партия социал-демократического толка «Гнчак» («Колокол»). Возникновение этих партий ознаменовало прекращение усилий армянской элиты, имевших целью постепенное, эволюционное реформирование османского общества.

## Идеология
В то время как стихийное национальное пробуждение армян происходило под влиянием европейских концепций национализма, армянские революционные партии, включая «Дашнакцутюн», первоначально отражали сильное влияние русского народничества и марксизма, но с течением времени национализм в их программах стал преобладать над социалистическими концепциями. Хотя социальные и эгалитарные реформы нашли отражение в платформе партии, её формирование происходило, подобно эсерам, по двум направлениям — демократическим и авторитарным.
В рядах организации шли бурные дискуссии по вопросу целей партии. В то время как армянская молодёжь из кружка «Южные номера», состоявшая из социалистов и сторонников эсеров, была настроена на борьбу с армянскими капиталистами и помещиками, члены кружка «Северные номера», из числа армян консервативного толка, считали необходимым, подобно ситуации в Западной Европе, защищать права буржуазии. Позже на основе этих мнений в программе партии появился тезис, который гласил, что «целью партии является достижение революционным путём политической и экономической свободы в Турецкой Армении».
Одной из партий, первоначально входящей в состав «Федерации армянских революционеров», являлась партия «Гнчак». Лидеры «Дашнакцутюн» и «Гнчак», желавшие прекращения подчинения армян османам, были вдохновлены примером болгарского национального движения. Однако на территориях своего проживания армяне, в отличие от болгар, составляли меньшинство, что заставило дашнаков отказаться от максималистских целей по созданию независимого государства как части социалистического миропорядка.
Из распространяемых партией листовок стало понятно, что социализм не будет одним из основных принципов партии. Поэтому неудивительно, что менее через год гнчакисты покинули ряды коалиции. В партийных изданиях «Гнчак» в мае и июне 1891 года официально отрицалась какая-либо связь с «Дашнакцутюн»: «партия [Гнчак] никогда не была частью… „Дашнакцутюн“ и не находится в союзе и не связана [с ними]». Раскол привёл к ослаблению рядов последней и усилил конфликт между двумя сторонами, причинивший большой вред армянскому революционному движению.
Партийный орган «Дашнакцутюн», газета «Дрошак», указывала, что термины «свобода» и «независимость» не являются синонимами. Фокусирование партии на свободе, а не независимости, а также приоритет в политике национализма над социализмом обусловили популярность «Дашнакцутюн» среди армян. Освобождение подразумевало гарантию жизни и труда, свободу слова, собрания и печати, равенство перед законом, распределение земли между неимущими, ликвидацию принудительного и неоплачиваемого труда. Для достижения этой цели планировалась организация партизанских отрядов, вооружение населения, использование террористических актов против деспотичных чиновников, предателей и эксплуататоров.
Дашнаки позиционировали себя борцами за свободу, при этом для османских властей они были террористами.

### Первая программа партии (1894 год)
Первый съезд партии прошёл в июне 1892 года в Тифлисе. Поскольку уже произошёл разрыв с гнчакистами, на этом съезде партия была переименована из «Федерации армянских революционеров» в «Армянскую революционную федерацию» или «Дашнакцутюн».
Здесь же была принята первая редакции политической программы «Дашнакцутюн» (принята в 1892, полная версия опубликована в 1894 году в газете «Дрошак»). Программа распространяла деятельность партии только на турецкую Армению. В ней превалировали национальные аспекты, а не социальные.
Манифест партии писали молодые социалисты, возмущённые отказом Европы признать национальные тяготы Армении. В их первом публичном заявлении звучала такая фраза как «терпение имеет свои пределы» и текст заканчивался мыслью, что «сейчас не время ждать». Основатели партии призывали все слои народа, в том числе и духовенство, к борьбе за национальное освобождение. Дашнаки рассматривали себя как авангард нации в целом, а не отдельных групп армян. Являясь националистами, как социалистических, так и не социалистических взглядов, они считали важным формирование национального движения с идеологией, производящей впечатление социалистической. На самом деле, социализм, который пропагандировали дашнаки, был больше схож с русским популизмом, чем с марксистами и социалистами, отрицавшими первостепенность национальности и делавшими акцент на межклассовой борьбе.
Социальные вопросы ограничивались признанием человека хозяином заработанных собственным трудом продуктов и возможности использования жизненных благ. В политической части программы говорилось об избрании народного правительства на основе всеобщих выборов и завоевании политических и гражданских свобод. Однако в программе не рассматривался вопрос о форме государственного правления, что являлось проявлением внутрипартийных разногласий. В нескольких пунктах (2, 6 и 7) делалась попытка устранения имевшей место дискриминации в Османской империи — ликвидация военных налогов, изменения в системе налогообложения, обеспечение жизни.
В программе предполагалось использование различных средств борьбы. Организация подразделялась на две группы — организующую и боевую. В функции первой входила пропаганда целей и принципов, организация и подготовка боевых групп, вооружение населения, поиски финансовых источников и др. Боевая часть организации занималась террористическими актами, защитой армянского населения, разрушением государственных сооружений, формированием каналов для доставки оружия, вооружённой и финансовой помощью.
Программа официально санкционировала применение террора, как одного из методов борьбы. Однако террористические методы использовались АРФ и до 1892 года. Ставилось целью поднять революционный дух народа, объединившись с крестьянскими массами, была начата организация вооружённых формирований, а также обучение армян самообороне. Также как и «Гнчак», «Дашнакцутюн» следовала принципам народовольцев в отношении террористических актов к врагам народа. Принятие дашнаками терроризма как тактики является не только показателем их ярой приверженности своему делу, но и отражает их видение отношений между революционерами и народными массами. 7 октября (20 октября) 1895 года один из лидеров «Дашнакцутюн» Симон Заварьян писал из Женевы своим соратникам:«Я не согласен с социалистами в том, что массы влияют на человека. Напротив, личности, герои психологически вдохновляют массы. Карлейль, Михайловский, кажется, более правы.».
В 1898 году в Тифлисе состоялся II съезд, на котором решался вопрос дальнейшей тактики партии. Было принято решение, согласно которому, Константинополь, Сасун, Киликия и Васпуракан должны были стать центрами сосредоточения оружия для дальнейшего использования в самообороне и восстаниях. На съезде было утверждено два партийных Бюро — Восточное в Тифлисе и Западное в Женеве. Для организации деятельности между съездами был создан новый орган «Воля Дашнакской Партии».
Документ, принятый в феврале 1904 года на III съезде партии в Софии, свидетельствовал, что приоритеты в целях сдвигаются в сторону армянских интересов, отходя от общей борьбы пролетариата, что говорило об уменьшении в партии левых взглядов. «Дашнакцутюн», начиная с 1905 года, становится общеармянской партией, вне зависимости от места расселения армянского народа.

### Вторая программа партии (1907 год)
22 февраля (7 марта) 1907 года в Вене состоялся IV съезд партии, который считается одним из самых значимых. Официально съезд принял «социалистическую» программу, отличавшуюся от предыдущей также и географическим охватом. Деятельность партии по защите интересов армян теперь должна была распространяться, помимо турецкой, также и на российскую Армению. Если для турецкой Армении целью ставилось завоевание политических и экономических свобод, основанных на автономии в рамках Османской империи, то российское Закавказье должно было стать демократической республикой в составе федеративной России.

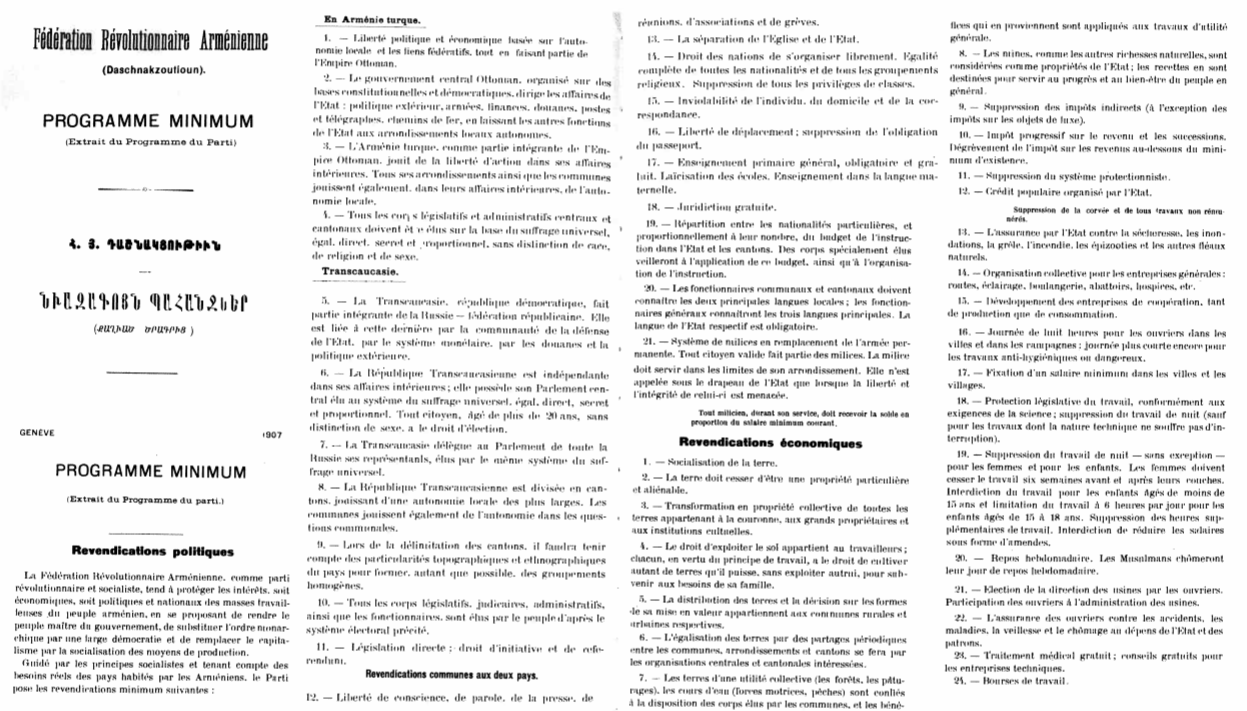
Программа-минимум партии. Женева. 1907 год

На V съезде «Дашнакцутюн», проходившем в августе 1909 года в Варне, был принят ряд решений, касающихся тактических вопросов. Партия выходила из подполья на территории Османской империи и Ирана и направляла все имеющиеся в её распоряжении вооружённые группы на защиту провозглашённых Конституцией Турции свобод. Парламентские фракции могли быть отозваны на основании решения партийного съезда. Согласно решению съезда, печатный орган партии «Дрошак» должен был издаваться в Женеве, однако за каждым районом оставлялось право на выпуск местной газеты.

### Современная платформа
В истории Армении «Дашнакцутюн» занимает особое место из-за своих максималистских требований по восстановлению исторической Армении.
В 1985 году на XXIII Всемирном Конгрессе «Дашнакцутюн» была ратифицирована политическая платформа, согласно которой «основной политической целью АРФ остаётся создание свободной, независимой и единой Армении, охватывающей Вильсоновские границы, Нахичевань, Карабах и Ахалкалаки». В платформе также обозначается, что врагом на пути к решению армянского вопроса является Турция, а также делается вывод — «у армянского народа не остаётся иного выбора, кроме как прибегнуть к самообороне, чтобы обеспечить своё физическое существование и право на самоопределение».
Платформа партии представляет собой, сложившийся по историческим причинам, набор ценностных принципов, включающий в себя как националистическую, так и социалистическую составляющие.

## Организационная структура
Структурированная иерархически партия возглавлялась высшим бюро (временами имелось два бюро). Принципиальным для организации партии стало принятие принципа децентрализации. Организованные в городах и деревнях комитеты, объединившись, создавали район со своим Центральным Комитетом. В свою очередь ЦК вели деятельность и на территориях соседних районов, где ещё не были созданы партийные ячейки.
Этот принцип лучше всего подходил для деятельности на большой территории, позволяя создавать динамичную сеть организационных ячеек, которые самостоятельно проводили организаторскую и революционную работу, исходя из условий каждого отдельного региона. Своим региональным комитетам партия предоставляла большую свободу действий, что было обусловлено расселением армян по всему миру. Однако применение данного принципа имело и отрицательные стороны, возникавшие в связи с фактическим неподчинением комитетов Общему собранию партии. Вследствие этого возникали трудности при принятии решений. Группы и комитеты действовали в условиях жёсткой дисциплины. Отделения партии создавались повсеместно в Османской и Российской империях, а также странах Европы и Соединённых Штатах. Как утверждается, к 1907 году партия насчитывала 167 тыс. членов

## Информационные органы

### Печатные органы
Первым печатным органом партии являлась газета «Дрошак» («Знамя»). Первый номер «Дрошака» был выпущен в мае 1891 года.
Официальную линию «Дашнакцутюн» в диаспоре, особенно в период 1948—1965 годов, представляли два издания — ежемесячный журнал «Айреник» (1922 −1970) и «Армянское обозрение» (с 1948 года). Также в Бостоне дашнаки издают «Айреник» (с 1899 года) и в Калифорнии «Асбарез» (с 1908 года).

### Телевидение
Партия ведёт информационную работу через собственный телеканал «Страна», который не подвергался давлению со стороны властей.

## Дашнакцутюн в конце XIX — начале XX веков

### Начало активной деятельности
К 1892 году отделения партии были сформированы во многих городах турецкой Армении, российской Армении, Персии, Закавказья, в черноморских портах Трапезунд и Одесса, а также в столице Турции. Персия стала убежищем для дашнаков, подвергавшихся преследованиям в России, и плацдармом для операций в соседней Турции. Центры дашнаков находились в северо-западной части страны — Тебризе, Хое, Сельмасе. Агитаторы пересекали российско-персидскую границу под видом учителей, священников, паломников и купцов. Они занимались организацией отделений партии, призывали к протестам и готовились к вводу на османскую территорию.
1892—1895 годы стали периодом организации, расширения и укрепления «Дашнакцутюн». Её члены разъехались по регионам Османской империи с целью установления контактов и организации сотрудничества с местными пропагандистами и руководителями армянских вооружённых отрядов (фидаев).
В эти годы были созданы новые революционные ячейки, сформировались местные и региональные центры, была налажена доставка оружия и боеприпасов для самообороны. Доставка оружия и боеприпасов была налажена через такие регионы, как Иранский Азербайджан, Эриванская губерния, Сурмалинский уезд, Александропольский уезд, Карсская область, где в связи с этим были сосредоточены необходимые людские и материальные ресурсы. В Тебризе был создан оружейный завод, который был укомплектован работниками, имеющими опыт в производстве и сборке оружия и боеприпасов.
К началу 1900 года, после хамидийской резни, АРФ продолжала работы по подготовке армян Турции к «самообороне».
К концу XIX − началу XX века «Дашнакцутюн» становится самой сильной революционной организацией, с которой приходилось считаться как российской, так и османской стороне.

### На территории Османской империи
В деятельности партии социальный вопрос был подчинён национальному. В третьей листовке партии «Дашнакцутюн» заявлялось, что АРФ установит «точный час всеобщего восстания в Турецкой Армении». Султан Абдул-Хамид II искусно воспользовался этими программными заявлениями своих противников, сыграв на опасениях курдских племён, что их земли могут достаться армянам.
Территории, определяемые дашнаками как «Армения», частично совпадали с землями в значительной степени населёнными курдами или «Курдистаном». Они продолжали называть курдов «чужеземцами», характеризовали их отсталыми дикарями и проводили в отношении их акции мести. К началу 1890-х годов курды, встревоженные лозунгами и методами армянских революционеров, стали подозревать, что конечной целью было не просто создание автономии, а объединение исторических армянских земель на территории Анатолии, Персии и Закавказья, с последующим вытеснением оттуда неармянского населения. Опасения о создании армянского государства в Восточной Анатолии стало причиной последующих кровавых событий в 1894−1894 годах. Абдулла Джевдет, курд по происхождению, поднял этот вопрос в своей ответной статье «Курдистан или Армения?» армянской газете «Джаманак».
В 1891 году султан Абдул Гамид образовал новое вооружённое формирование — «Хамидие», которое состояло из курдских племён, объединённых в полки. «Хамидие» служило не только военным потребностям султана, оно также укрепляло проводимую им панисламскую политику, и являлось хорошим способом отделить курдов от возможного сотрудничества с недовольными своим положением армянами.
Акции мести против курдов и правительственных чиновников стали любимыми методами дашнаков. Деятельность «Дашнакцутюн» и «Гнчак» привела к обострению отношений между мусульманским и христианским населением Восточной Анатолии. Однако, эта тактика не могла изменить существующую систему, но это могло бы произойти при вмешательстве извне. Дашнаки надеялись, что эта напряжённость привлечёт внимание европейских держав. В свою очередь османские власти использовали это для подавления националистических движений. Эта нестабильность неизбежно должна была привести к кровопролитию.

#### Хамидийская резня и реакция АРФ
Рост политической активности армянской общины вызвал жестокие репрессии правительства Османской империи — кровавую резню, осуществлявшуюся преимущественно формированиями «Хамидие» по приказу султана Абдул-Хамида. В ответ на эти действия члены Армянской революционной федерации провели ряд акций, призванных привлечь внимание европейских держав к этим событиям и армянскому вопросу в целом, заручиться их вмешательством и поддержкой. Хотя АРФ рассматривала себя не как террористическая партия, а защитником политических интересов армян, в исключительных случаях она допускала возможность применения террористических методов, как, например, в случае с захватом заложников в Оттоманском банке.

##### Захват Оттоманского банка
13 (26) августа 1896 года в Стамбуле дашнаки захватили османский банк. Цель выбиралась тщательно — главный офис Имперского Оттоманского банка. Этот банк, вопреки своему названию, являлся иностранным финансовым институтом, почти все его акции были собственностью французских и британских концернов. Это было место сосредоточения иностранного капитала и экономического контроля Османской империи. Двадцать шесть членов партии, замаскировавшись под носильщиков, внесли в здание оружие и взрывчатку. Руководимые Бабкеном Сюни, они грозились взорвать банк, если их требования не будут выполнены. Требования варьировали от полной амнистии и восстановления прав собственности до администрирования европейскими державами провинций с армянским населением. Они убили двоих охранников и взяли в заложники 150 банковских служащих и клиентов. После обещания, что их требования будут выполнены, оставшиеся в живых дашнаки (10 из них были убиты) покинули банк и отплыли в Европу. По прибытии во Францию они были задержаны.

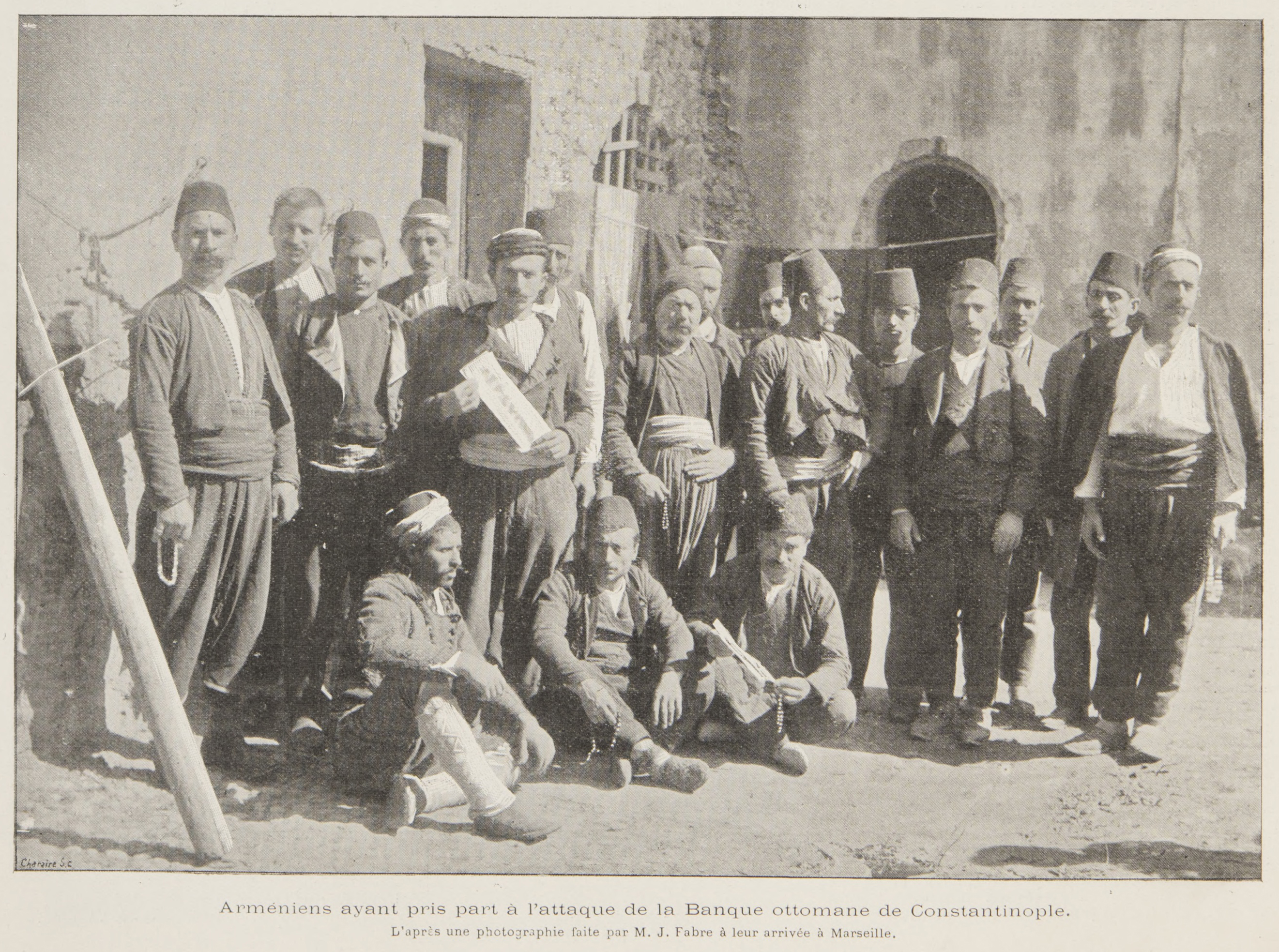
Участники захвата Оттоманского банка

Действия дашнаков, ставивших целью побудить европейские державы вмешаться в османо-армянские отношения, имели обратный эффект. Их требования не были удовлетворены, а действия подверглись осуждению в Европе. Эффект от этого акта, проведённого небольшой группой армян, был огромен. В Стамбуле произошли армянские погромы, длившиеся несколько дней; во главе толпы погромщиков были солдаты турецкой армии, полицейские и учащиеся богословских школ. В результате погромов погибло около 6000 армян. Это было демонстрацией расплаты за действия революционеров. В ответ на европейские протесты Турция отрицала произошедшее и возлагала вину на армянских «террористов».

##### Покушение на султана

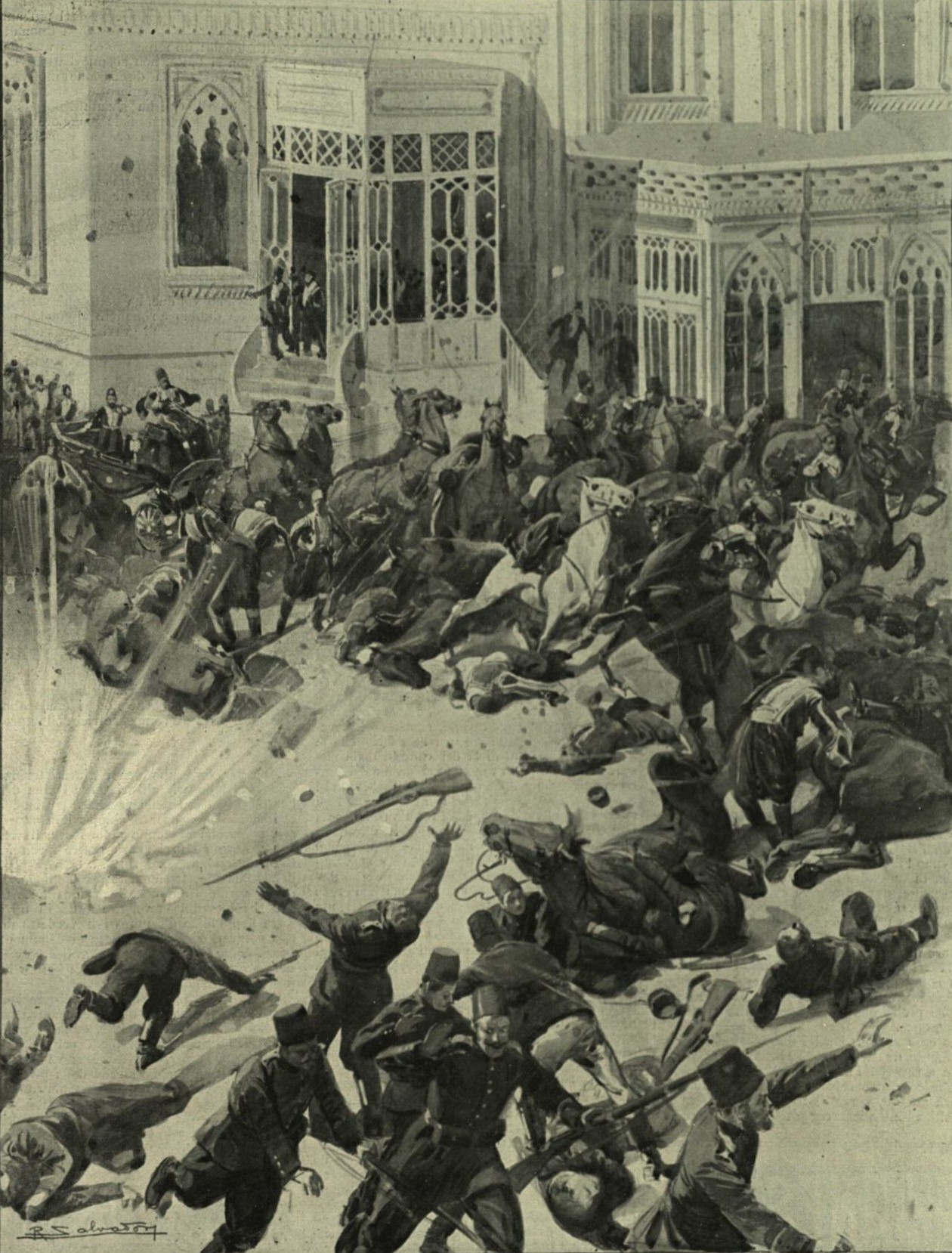
Покушение на Абдул-Хамида II 21 июля 1905 года в Стамбуле

Армянские революционеры были лучше вооружены и готовы к использованию насилия по отношению к султану Абдул-Хамиду, чем многие из младотурок. Христофор Микаелян, один из создателей АРФ, разрабатывал план убийства султана. Его тщательный сценарий предусматривал взрыв нескольких бомб около кареты, когда Абдул-Хамид покинет дворец для совершения пятничной молитвы. Но во время испытания бомбы Микаелян и его молодой соратник погибли от взрыва. Дашнаки продолжили его план и 21 июля 1905 года произвели взрыв, в результате которого погибло двадцать восемь человек и было ранено ещё пятьдесят шесть.
Султан не пострадал, задержавшись для разговора с Шейх аль-исламом. Он демонстративно повёл свою карету ко дворцу. В очередной раз дашнаки не достигли своей цели — султан остался жив, тайные сети организации были обнаружены. Некоторые турецкие революционеры высоко оценили эту акцию, однако, многие выступающие против султана мусульмане были потрясены планами армян по развязыванию волны революционного насилия. В результате погибли невинные люди, при этом престиж и сила режима не пострадали. Европейцы восхищались мужеством и стойкостью султана.

#### Ханасорский поход

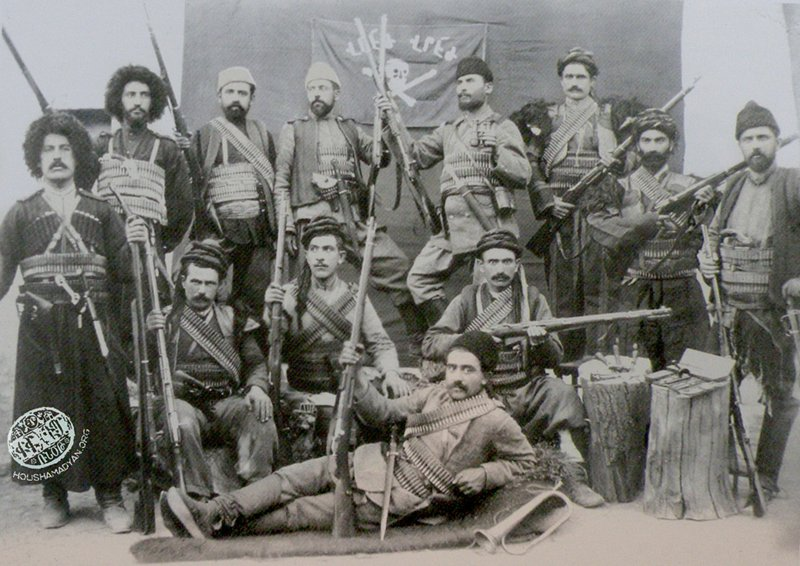
Ханасорский отряд

Крупнейшей операцией дашнаков был Ханасорский поход, в который было вовлечено 253 боевика. Перед атакой руководители отряда позировали перед знаменем, на котором нарисованы перекрещенные кости и череп, а также слово «месть». Жестокие в своей манере поведения, вооружённые ружьями, кинжалами и бандалерами, они представляли собой пример федаи — тех, кто приносит себя в жертву.
24 июля 1897 года группа хорошо вооружённых дашнаков пересекла персидско-турецкую границу и в местечке Ханасор, недалеко от города Ван, напала на лагерь курдского племени, которое, по данным АРФ, год тому назад участвовало в массовых убийствах армян. Курдское племя было разгромлено, были убиты почти все взрослые мужчины. В результате ответной контратаки курдов, преследовавших их по направлению к персидской границе, двадцать армянских боевиков были убиты.

#### Сотрудничество с младотурками
В 1889 году в Османской империи начали возникать первые организации младотурок, ставивших целью смещение режима султана Абдул-Хамида II, восстановление конституции 1876 года и созыв парламента. В результате объединения разрозненных ячеек внутри страны и в парижской эмиграции было создано «Османское общество единения и прогресса» (тур. İttihat ve Terakki). В 1894 году появилась первая листовка от имени подпольного общества «Единение и прогресс» («Иттихад ве теракки»), которая призывала всех без различия вероисповедания подняться на борьбу против режима «кровавого» султана, деспотизма и тирании.
В 1902 году на I конгрессе турецких либералов в Париже произошло объединение младотурок с дашнаками, курдами, евреями, албанцами и арабами. Они пришли к соглашению об участие в будущем конституционном государстве, с предоставлением равных прав всем национальностям и религиям, однако, младотурки были против вмешательства европейских стран от имени национальных меньшинств (статья 61 Берлинского Договора). Дашнаки были против и отказались от дальнейшего участия.
На II конгрессе турецких либералов (Париж, 1907), инициированном «Дашнакцутюн», турки и армяне пришли к соглашению о свержении правления Абдул-Хамида и создании современного государства, но на этот раз без европейского вмешательства. Там же была принята «Декларация» о восстановлении конституции и созыве парламента. Она призывала ко всеобщему восстанию всех народов империи ради свержения режима Абдул-Хамида. За соглашение с младотурками дашнаки, как сотрудничающие со врагом, подверглись обвинениям со стороны отказавшихся от присутствия на конгрессе представителей партии «Гнчак».
Год спустя македонская армия, под предводительством младотурок двинувшись на Константинополь, свергла Абдул-Хамида, и 24 июля 1908 года было учреждено конституционное правительство. Победа младотурок воодушевила мусульманское и армянское население империи. После революции дашнаки впервые становятся легальной организацией. В Нижней палате турецкого парламента армянскую общину представляли четырнадцать депутатов. Однако при преобразовании движения «Единение и прогресс» в политическую партию (октябрь 1908 года) оказалось, что болезненный для империи национальный вопрос в программе новой партии рассматривается в духе идеологии паносманизма, согласно которой все подданные султана, независимо от вероисповедания, — «османы».
5 (18) мая 1912 года произошёл фактический разрыв отношений между дашнаками и младотурками. Дашнаки, имевшие своих депутатов в турецком парламенте, утратили легитимность в Османской империи и были вынуждены перейти в ряды несистемной оппозиции, а позднее — в подполье.

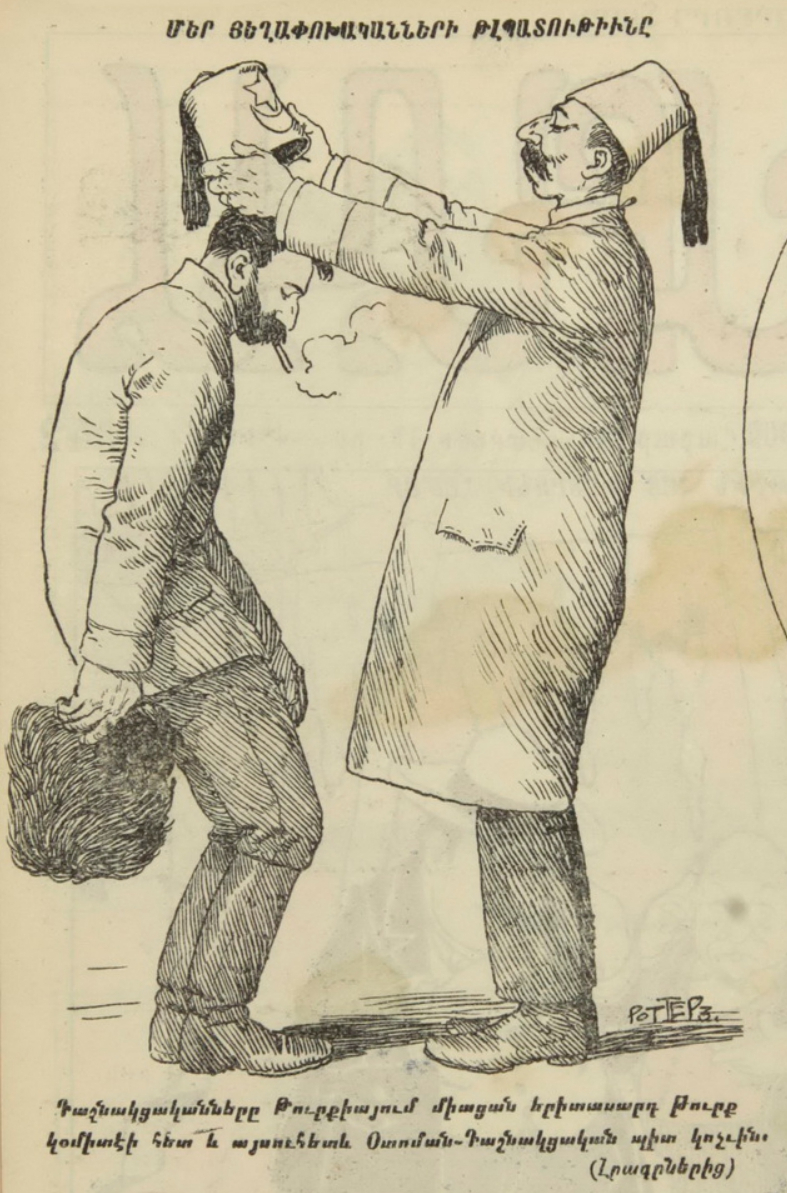
«Обрезание наших революционеров». Карикатура на сотрудничество дашнаков с турками из журнала «Хатабала» (№ 42, 1909)

Несмотря на произошедший разрыв, в 1913 году лидеры дашнаков несколько раз встречались с представителями младотурок для обсуждения реформ. В обмен за отказ от предлагаемых европейскими державами реформ, членам «Дашнакцутюн» предлагалось 22 места в парламенте, обеспечение для армян равных прав, назначение на судебные и административные должности в восточных областях, а также разоружение курдских формирований. В ответ на предложенные условия один из лидеров АРФ Арам Врамян заметил, что партия «Дашнакцутюн» никогда не стремилась к европейскому контролю, поскольку это предполагало участие России, контроль которой привёл бы к ликвидации партии. Несмотря на это, в конечном итоге, партия согласилась с проектом реформ.

### На территории Российской империи
До начала XX века основная деятельность армянских революционеров ограничивалась пределами Османской империи. Хотя царские чиновники преследовали армянских политических лидеров, а также были отданы приказы по задержанию и уничтожению вооружённых групп, пытавшихся нелегально перейти на турецкую сторону, внутри партии действовала строгая дисциплина, запрещавшая ответные акции. Деятельность на двух направлениях могла бы привести к ослаблению организации. Усилия партии были направлены на избежание возможного активного участия в оппозиционном движении на территории России. Хотя платформа партии предусматривала революцию и террористическую деятельность, «Дашнакцутюн» запрещала своим членам нападать или убивать российских чиновников. Партия была заинтересована в существовании сильной России для освобождения Турецкой Армении. Изменения в тактике произошли в 1900-х годах, когда дашнаки впервые выступали против российского государства. Тогда, в дополнение к Абдул-Хамиду и созданной им кавалерии Хамидие, объектом армянского терроризма становятся и российские чиновники.
В 1880-х годах в России началась антиармянская кампания, которая была частью программы русификации. Националистические устремления армянского народа и рост политических партий стали неприемлемы для российского правительства, ввиду того, что существовали опасения, что автономная или независимая Армения может лишить Россию её части Армении. Кроме того, произошло сближение между Россией и Османской империей, позволившее обеспечить целостность ослабленной Османской империи перед лицом возможного европейского расчленения. Недавно сформированная партия Дашнакцутюн была сильно поражена сложившимися изменениями на международной арене. Изменение отношения России к Османской империи стало ударом для армянского революционного движения. Армяне оказались под угрозой истребления в Турции и русификацией в России. 12 (25) июня 1903 года император Николай II издал указ о конфискации собственности Армянской церкви в пользу государства, которое было мотивировано уверенностью, что армянская церковь распространяет русофобию среди армян и подстрекает к сепаратизму. Но царский указ имел обратный эффект: усилились революционные настроения, к предотвращению которых стремилось государство. Армяне объединились вокруг церкви, и под руководством «Дашнакцутюн» был создан Центральный Комитет по обороне. Партия пересматрела свою политику в отношении России. В последующие два года армянскими революционерами были организованы забастовки и демонстрации, а также террористические акты, в результате которых были ранены или убиты сотни российских официальных лиц. Среди российских чиновников, убитых членами АРФ, были вице-губернатор Елизаветпольской губернии Андреев, губернатор Сурмалинского уезда Богуславский, комендант пограничного гарнизона в Олту и др. Приговор был также вынесен Григорию Голицыну — наместнику царя и генерал-губернатору Кавказа, но террористы партии «Гнчак» первыми предприняли попытку покушения, которая провалилась.
Весной 1907 года «Дашнакцутюн» вступила в переговоры с большевиками и на Кавказ из Санкт-Петербурга была переправлена большая партия винтовок. На Кубани активисты «Дашнакцутюн», как и партии «Гнчак», занимались вымогательством крупных денежных средств у представителей армянской диаспоры и у казённых учреждений, угрожая убийствами. Значительные суммы были таким образом получены Армавирской и Екатеринодарской организациями партии. За отказ от выдачи 10 тыс. рублей в Армавире был убит купец Н. Шахназаров .
Для борьбы с российском государством армянские революционеры объединялись и с османами. Поддержка османами дашнаков принимала активные формы. Так, в 1910 году посол Османской империи Турхан-паша обратился к российским властям с просьбой о возвращении на родину османского подданного члена «Дашнакцутюн» Богоса Ваганяна, арестованного за проведённые в районе Новочеркасска операции. Однако ходатайство посла было отклонено.
В 1912 году сотни представителей АРФ предстали перед российским судом, однако искусная защита Александра Керенского и Павла Милюкова позволила добиться для многих участников процесса оправдательных и лёгких приговоров.

#### Роль в армяно-татарской резне (1905—1906)
После присоединения Закавказья к России в населённые мусульманами районы иммигрировало большое количество армян из Ирана и Османской империи. Поскольку прибывшие армяне и их потомки не владели землёй, многие из них потянулись в города, в том числе и в быстрорастущий Баку, где стремительно развивалась нефтяная промышленность. К началу 1900-х годов они уже опережали мусульман по занимаемым должностям в промышленности и на государственной службе. До 1905 года, однако, армяне и азербайджанцы на Южном Кавказе в основном мирно сосуществовали.
Параллельно с ростом напряжённости между армянами и мусульманами, нарастал конфликт между дашнаками и российскими чиновниками. Действия Григория Голицына, сократившего количество армян в органах управления, и его роль в конфискации имущества армянской церкви, вызвали враждебность дашнаков.
Вооружённые межэтнические столкновения начались в феврале 1905 года в Баку, по утверждениям, как ответная реакция на убийство дашнаками мусульманина. Вскоре кровопролитие распространилось и на Эриванскую губернию. К концу лета противостояние охватило и этнически смешанный Нагорный Карабах. В период столкновений «Дашнакцутюн» организовывала перевозку оружия и людей из Персии в Баку. В течение 1905 года были разрушены или получили серьёзные повреждения 128 армянских и 158 мусульманских деревень. К началу 1906 года общее количество погибших оценивается в 10000 человек.
Хотя точные причины вспыхнувших армяно-азербайджанских столкновений неясны, обширный анализ событий указывает, что погибшие в этом конфликте армяне и мусульмане стали жертвами более масштабной борьбы, развернувшейся между местной администрацией и «Дашнакцутюн».

### На территории Каджарской Персии
Деятельность «Дашнакцутюн» на территории Персии началась в конце XIX века. Эти территории являлись плацдармом для операция на османской территории — здесь организовывались небольшие по численности вооружённые группы, создавались партийные ячейки, велась партийная агитация. Армянские фидаи с Кавказа пересекали границу и проходили тренировки в таких центрах как Тебриз, Хой и Сельмас, для дальнейшего участия в операциях на турецкой территории. Они также занимались транспортировкой оружия из России с целью дальнейшей переправки в пограничные районы Османской империи. Отсюда в Баку перевозилось оружие, партийная литература, а также люди, особенно в период русской революции 1905—1907 годов и межэтнических столкновений между армянами и азербайджанцами (1905—1906).
В 1891 году в распоряжении партии имелся, находящийся в Тебризе, центральный военный завод, на котором производилась сборка оружия. Согласно отчёту оглашённому на IV съезде «Дашнакцутюн» в Вене, в период с 1891 по 1906 года на нём работало 36 мастеров прибывших с тульского военного завода. После покупки на заводах Тулы и Тифлиса и сборки в Тебризе, оружие и боеприпасы доставлялись в различные пункты вдоль ирано-османской границы, а затем переправлялись на территорию Османской империи.
Важным пунктом перед пересечением границы являлся монастырь Дерик в Сельмасе. Примерно в 1890-х годах, находящийся в упадке монастырь был восстановлен партиями «Арменакан» и «Дашнакцутюн» и начал выполнять роль как храма, так и арсенала. Подобным образом использовался и монастырь Менавор в Маку, который служил связующим пунктом между персидской, российской и османской империями. Дашнаки восстановили монастырь в 1899 году и использовали его как опорный пункт для транспортировки оружия. В 1904—1905 годах через монастырь Менавор было переправлено вдоль османской границы 66 единиц огнестрельного оружия по маршруту Сельмас — Башкал — Шам, а также Хой — Готур. Кроме оружия переправлялись и печатные издания. Только в 1905 году на Кавказ и Османскую империю было перевезено 7000 экземпляров газеты «Дрошак». В период 1899—1905 годов по запросу российских и османских консульств в монастыре было проведено около восьми обысков. Кроме оружейного завода и монастырей в распоряжении «Дашнакцутюн», для размещения боевиков, находилось четыре дома. Центральный комитет «Дашнакцутюн» в Иранском Азербайджане заявлял о 2000 членах организации, объединённых в 242 группах. Женщины-дашнаки составляли 30 % от общего числа членов организации. Однако, нет данных об их участие в военных операциях, некоторые из них занимались агитацией и перевозкой оружия.

#### Участие в Иранской Конституционной революции
До Конституционной революции в Персии АРФ не участвовала в иранской политике, а использовала территорию Персии только как базу для своих операций. Присоединение дашнаков к этому движению имело ряд причин, каждая из которых по отдельности не привела бы к подобному результату. Среди этих причин:
- Запрет газеты «Дрошак». 3 (16) июля 1906 года иранское почтовое и таможенное министерство запретило, вместе с другими революционными изданиями, ввоз в страну газеты «Дрошак». До этого момента иранские власти не вмешивались в деятельность «Дашнакцутюн», хотя знали, как заявляли представители партии, о транспортировки оружия в турецкую Армению. По мнению дашнаков, подобное решение персидских властей было принято под влиянием российского правительства. Это указывало на изменения происходящие в иранской политике по отношению к деятельности партии на иранской территории[76].
- Борьба против иностранного господства. Конституционная революция была воспринята дашнаками как возможность борьбы против иностранного, особенно российского, господства. Россия стала рассматриваться как основной враг конституционного строя и свободы. После русско-японской войны в статье «Против царизма» говорилось, что основной причиной победы Японии был «тиранический режим России». В изданиях «Дрошака» Россия обвинялась в преследовании армян как внутри, так и за её пределами и разочарованно отмечалось, что «Всё ещё, с исторической слепотой мы наивно верим, что Россия это „традиционный“ защитник армян»[77].

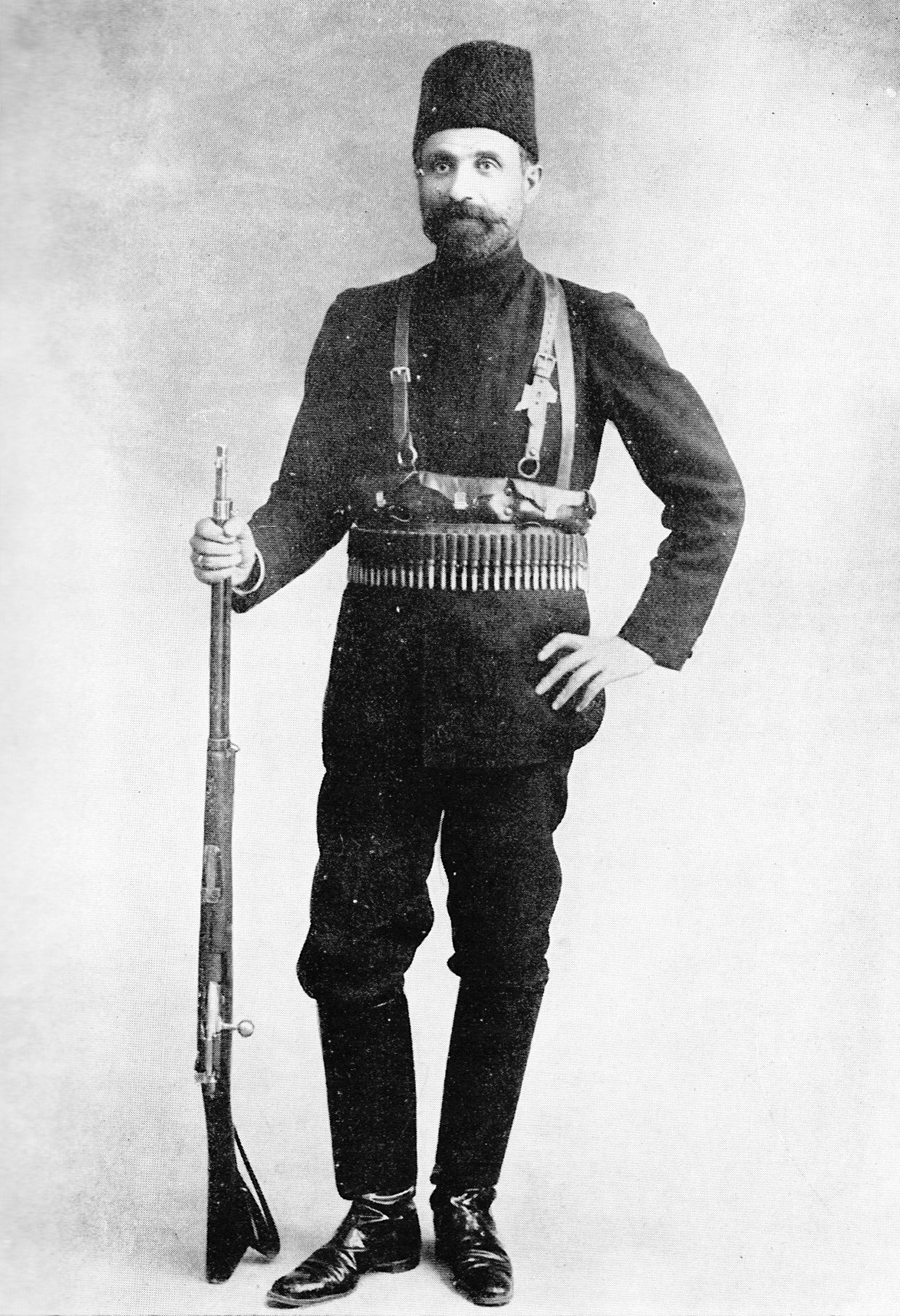
Один из членов партии Дашнакцутюн Епрем Давтян (Епрем-хан), ставший одним из видных деятелей Иранской Конституционной революции.

- Османская агрессия против Персии. Османская агрессия против Персии началась в конце 1905 года, а в июле 1907 года османские войска из Вана вошли в Урмию. АРФ, возможно, почувствовала в этой экспедиции османов личную угрозу, поскольку действия происходили в регионе густонаселённом армянами, где находился также главный центр партии. После прихода к власти младотурок «Дашнакцутюн» публично поддерживал или умалчивал об их политике в регионе, хотя, например, в 1910 году османские войска совместно с антиконституционными силами вошли в Маку, опустошив город[78].
- Конституционная революция как первый этап в борьбе за социализм. Дашнаки считали революцию международной по своему характеру, предполагая, что она могла иметь в дальнейшем последствия на Ближнем Востоке. Целью революции было освобождение и демократия, без национального и религиозного разделения. Успех конституционного порядка в Персии должен был повлиять на автократические государства — Российскую и Османскую империи, что могло улучшить положение армян[79].
- Принятие новой программы. Как отмечал историк «Дашнакцутюн» Микаэл Варандян, поначалу АРФ придерживалась нейтралитета, поскольку решение о поддержке одной из конфликтующих сторон могло иметь негативные последствия. В отчёте за 1904—1906 года Азербайджанского ЦК партии IV съезду было сказано, что дашнаки не могут участвовать в процессе по «очень понятным причинам». Другой доклад датированный 25 ноября (8 декабря) 1906 года характеризовал настроения революционеров как «религиозные и чисто националистические». Однако дальнейшие события не позволили дашнакам остаться в стороне, поскольку под угрозой находилась деятельность партии в Персии и безопасность армянской общины. 26 апреля (9 мая)  1907 года на 106 сессии съезда с 25 голосами «за» и одним «против» было принято решение об участии партии в Конституционной революции[80].

Активное участие
Между революционерами и представителями АРФ были проведены переговоры о взаимном сотрудничестве. По соглашению, на армян возлагалась ответственность за перевозку оружия и фидаев, а обеспечение бойцов лошадьми, провизией и боеприпасами было обязанностью сторонников Саттар-хана. Согласно мемуарам гнчакиста Арсена Китура, в созданном в Тебризе, с участием руководителей Конституционной революции Саттар-хана и Багир-хана, военном совете представителем «Дашнакцутюн» был Ростом Зорян. Для штурма Тегерана в Гиляне был сформирован вооружённый отряд, численностью в двести человек и разделённый на семь групп. Одна из этих групп состояла из семнадцати дашнаков под предводительством Епрема Давтяна. Данные о количестве дашнаков, участвовавших в иранской революции в период 1907—1911 годов, противоречивы.
К 1911 году, согласно Микаэлу Варандяну, в партийных рядах начинается обсуждение вопроса о выводе боевых подразделений из операций, поскольку дальнейшее участие, по их мнению, было бессмысленным. Внутренний конфликт между иранскими революционерами также увеличивал обеспокоенность «Дашнакцутюн». 7 (20) августа 1910 года Епрем-хан оказывал помощь правительству в разоружении бывших революционеров-конституционалистов, в том числе Саттар-хана и Багир-хана. Его причастность к ранению Саттар-хана стала причиной гнева и враждебного отношения иранского населения по отношению к армянской общине, что не могло быть проигнорировано АРФ. Ситуация усугублялась назначением Епрема Давтяна на должность начальника полиции Тегерана, что поставило под сомнение его лояльность и привело к разрыву с партией.
В 1912 «Дашнакцутюн», разочаровавшись, прекращает поддержку действовавшего иранского правительства и выводит свои военные формирования из конфликта. Уйдя из иранской, партия делает приоритетом националистическую политику. Начиная с 1914 года АРФ начинает активизировать политику по сближению с Россией, с целью получения гарантий реформ в Османской империи. В обмен на это, с началом войны, созданное в 1912 году, Армянское национальное бюро согласилось на формирование армянских добровольческих корпусов. Россия уже не воспринималась дашнаками, подобно нескольким годам ранее, как угроза.

## Партия во время Первой Мировой войны
Перед началом Первой мировой войны, в августе 1914 года, младотурки безуспешно пытались заручиться помощью Османского отделения АРФ в организации восстания российских армян в случае войны. Отказ повлёк убийство нескольких лидеров партии. Российские власти прибегали к схожим схемам. Министр иностранных дел Сергей Сазонов считал «желательным поддерживать самые тесные отношения с армянами и курдами с целью… использовать их в любой момент» в случае начала войны. По его плану, в случае войны предполагалось обеспечить оружием население по ту сторону турецкой границы. Руководство «Дашнакцутюн», однако, заявило, что армяне по обе стороны границы в грядущей войне должны оставаться лояльными своим правительствам.
В августе 1914 года армянский католикос попробовал получить от российских властей гарантии послевоенной автономии для турецкой Армении. Наместник Кавказа граф Воронцов-Дашков заявил, что Россия будет настаивать на осуществлении ранее согласованных реформ, и призвал армян в России и по ту сторону границы быть готовыми в случае войны к выполнению российских указаний. «План восстания турецких армян» Воронцова-Дашкова предполагал создание военизированных армянских отрядов под российским командованием в Олту, Сарыкамыше, Кагисмане и Игдыре, а также на персидской территории в Хое и Дилмане . Некоторые члены Армянского национального бюро, однако, отказались от участия в этой деятельности, предупреждая, что существование подобных формирований может использоваться младотурками, как оправдание возможного насилия против армян Османской империи. Тем не менее осенью сотни турецких армян пересекли иранскую и турецкую границы с целью присоединиться к дружинам.
С целью участия в сражениях на стороне российской армии формировались армянские добровольческие батальоны, которых было создано сначала пять, а позже ещё два. Их созданием занималось Армянское национальное бюро в Тифлисе, находившееся под сильным влиянием «Дашнакцутюн». Среди добровольцев были выходцы с закавказских территорий, присоединённых Россией в 1878 году, те, кто бежал на Кавказ от турецкого владычества, а также представители зарубежной диаспоры. Наиболее заметной фигурой среди османских армян был лидер блока АРФ в турецком парламенте и участник захвата Оттоманского банка Гарегин Пастермаджан (Армен Гаро).

Османской разведке было изначально известно о планах России — лидерами АРФ были оглашены российские обещания, российская пресса призывала к солидарности с армянами и повсюду ходили слухи об Армянской автономии, поддерживаемой Россией. 24 сентября 1914 командование 3-й османской армии сообщало с российско-турецкой границы:
русские спровоцировали армян, живущих в нашей стране, через армян на Кавказе …формируются вооружённые банды, идёт накопление оружия и боеприпасов во многих местах для распространения среди армян.
 Обвинения османских властей в дезертирстве, принявшем большие размеры, а также об армянских солдатах и мирных жителях, переходящих на российскую сторону, подтверждаются различными источниками.

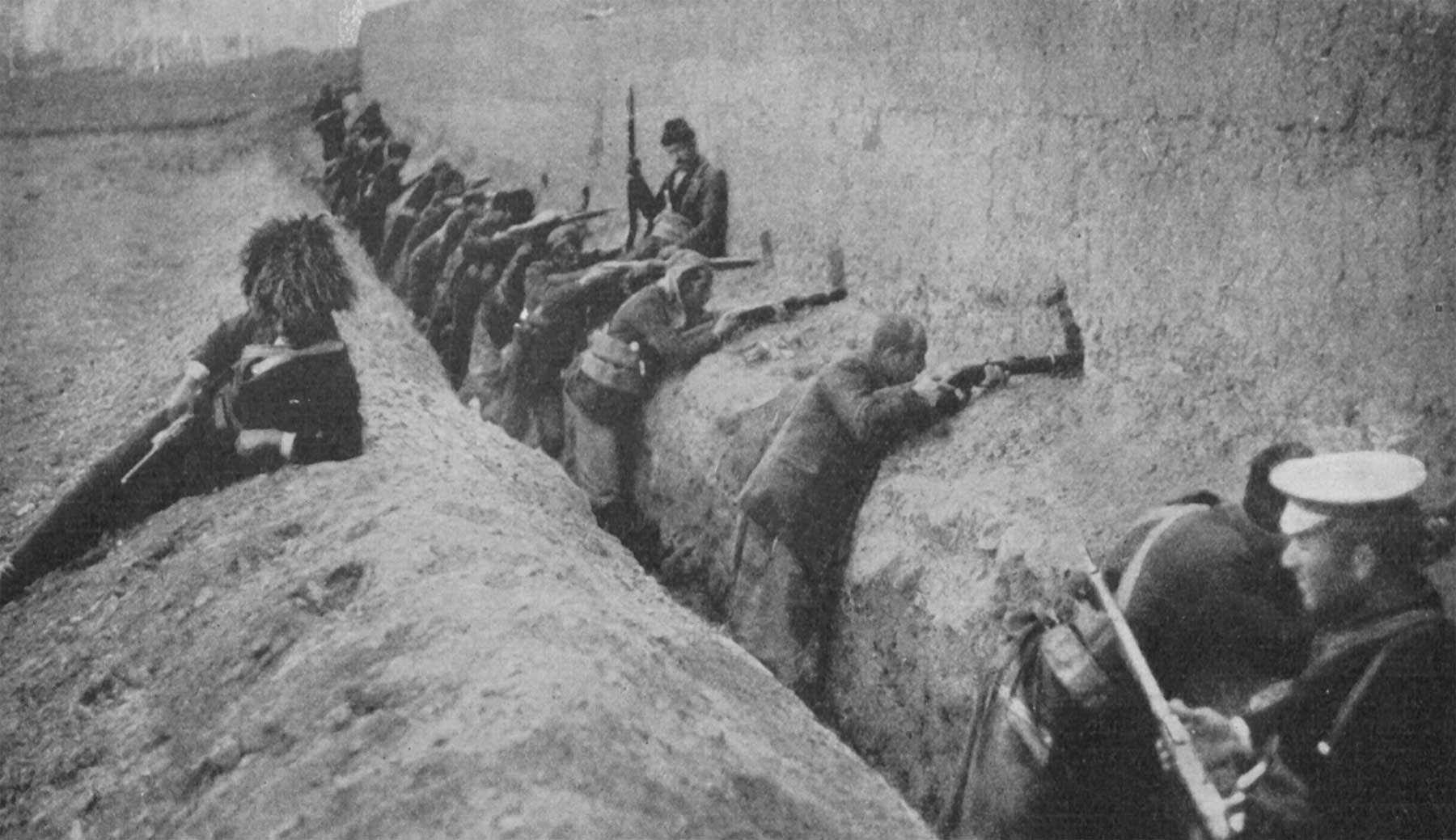
Участники Ванской самообороны

После Сарыкамышского поражения турецкой армии особое значение приобретает Ван, провинция с большим армянским населением, где влияние «Дашнакцутюн» было значительным, и до войны были установлены связи с российским консульством. Согласно британскому консулу, в течение 1914 года АРФ тайно доставляла и распределяла среди населения большое количество оружия. В ноябре 1914 года в Сарае появляются добровольцы Андраника, в связи с чем османские власти потребовали от руководителей дашнаков выдать армянских дезертиров. Начинаются столкновения между представителями власти и силами самообороны армян.
Национальные армянские комитеты в диаспоре предпринимали дипломатические попытки, чтобы убедить западные правительства Антанты в выгоде для баланса сил международного администрирования Киликии. Микаэль Варандян, теоретик АРФ и делегат армянского комитета в Софии, отмечая, что будущее восточно-анатолийских армян кажется обеспеченным при поддержке России, просил дать армянам Киликии "возможность принять участие в войне против Турции".

## 1917—1918
Февральская революция была встречена со стороны армян с большим энтузиазмом. Снова возродились надежды по военно-политическому решению Россией армянского вопроса. В этот период большая часть турецкой Армении была оккупирована российскими войсками. В результате военных кампаний 1916 года были захвачены Эрзерум, Трапезунд, Эрзинджан и весь регион озера Ван. Главной задачей армянских политических лидеров был Кавказский фронт — оказать поддержку российской армии в регионе и не допустить, чтобы турки отвоевали обратно северо-восточную Анатолию. Судьба Армении была связана с победой России. «Дашнакцутюн» выступала за участие России в войне до победы над Центральными державами. Временным правительством было разработано «соглашение о Турецкой Армении», согласно которому турецкая Армения управлялась генерал-комиссаром, назначаемым правительством и отчитывающимся непосредственно в Петроград. Комиссаром был назначен генерал Пётр Аверьянов, а его помощником — представитель «Дашнакцутюн» Акоп Завриян. В следующие несколько месяцев обратно вернулись сотни армянских беженцев. Битлис и города в регионе Ван управлялись непосредственно армянами, а для территории в целом была создана новая проармянская российская администрация.
Кроме территориальных вопросов и вопросов безопасности, армяне считали, что революция поможет реализовать и вдохновляемые Западом политические надежды. На тот момент ни одна крупная армянская политическая партия не выступала с декларацией независимости, они ратовали за автономию для армян в составе демократической России. К 1917 году «Дашнакцутюн» являлась лидером среди армянских политических партий в Закавказье и предлагала разделить Закавказье на кантоны соответственно этническим границам в регионе. В апреле дашнаки выдвинули свои требования, включавшие как национальные, так и социальные вопросы, которые должны были быть выполнены до созыва Учредительного Собрания. Ими возлагались надежды на проармянскую политику Временного правительства, однако в течение 1917 года оно продолжало терять популярность среди населения. Участвовавшие в выборах в Учредительное Собрание представители «Дашнакцутюн» получили более 80 % голосов армянских избирателей. Однако последующие события — Октябрьская революция и гражданская война — омрачили надежды, связанные с результатами выборов. Большевики, захватившие власть в России в октябре 1917 года, осудили войну как империалистическую и выступили за мир «без аннексий и контрибуций».

### Деятельность в составе Закавказского комиссариата и Закавказского сейма
В ноябре 1917 года в Тифлисе состоялся конгресс закавказских лидеров, на котором был создан региональный исполнительный совет − Закавказский комиссариат. В его состав входили по три грузинских, мусульманских и армянских и два русских представителя. 5 (18) декабря в Эрзинджане между комиссариатом и командованием российской армии на Кавказе с одной стороны и османами с другой было подписано временное перемирие на период переговоров о мире в Брест-Литовске между Россией и Центральными державами. Согласно этому перемирию, большая часть Турецкой Армении оставалась под контролем Закавказья. Поскольку российские войска массово покидали фронт, российское командование начало формирование Армянского армейского корпуса, состоящего из трёх дивизий, под командованием генерала Фомы Назарбекова. Армянский корпус занял позиции от Вана до Эрзинджана, в то время как грузинские формирования контролировали линию от Эрзинджана до Чёрного моря. Фронт протяжённостью в 300 миль, контролировавшийся полумиллионной российской армией, сейчас защищали формирования в несколько тысяч. В начале 1918 года османы предложили начать двусторонние переговоры для установления постоянного мира, которые были приняты комиссариатом в середине февраля.
В феврале 1918 года «Дашнакцутюн» присоединилась к грузинским и азербайджанским партиям при формировании Закавказского сейма. 1 (14) марта Сейм объявил о своей «реалистичной» и «умеренной» позиции по установлению мира. Закавказье отказывалось от своих притязаний на Турецкую Армению и соглашалось на восстановление русско-турецкой границы, существовавшей на 1914 год, в обмен на принятие османами некоторых условий по самоуправлению в Турецкой Армении. Однако, перед началом Трапезундских переговоров с турецкими представителями закавказская делегация узнала о результате Брест-Литовских переговоров — Советская Россия признавала право Османской империи на Турецкую Армению, а также Карс, Ардаган и Батум. 24 марта (6 апреля) турецкой стороной был выдвинут ультиматум с требованием провозглашения Закавказьем независимости и принятия условий Брестского мира. Заявляя, что армянские вооружённые формирования зверствовали против мусульман в оккупированных восточных областях, Третья турецкая армия вторглась в Турецкую Армению и к началу апреля уже подошла к признанным границам 1914 года. 30 марта (12 апреля) турецкие войска подошли к окраинам Батума. В ту же ночь Закавказский Сейм объявил войну Османской империи.

### Армения в составе Закавказской федеративной республики
1 (14) апреля Батум был взят османами. Фракции меньшевиков в Сейме пришлось подчиниться условиям турок и вернуться к переговорам для обсуждения двух вопросов − признания территориальных прав Турции и декларации об отделении от России. Поскольку армянский военный корпус всё ещё удерживал Карс и, по мнению военных экспертов, мог бы задержать турецкое наступление на Закавказье ещё на пару месяцев, армянские лидеры оказались перед дилеммой − присоединиться к грузино-мусульманской коалиции или продолжать борьбу в одиночку. Оказавшиеся в отчаянном положении, под военным давлением, армянские депутаты поддержали создание независимого Закавказья. 9 (22) апреля была создана Закавказская демократическая федеративная республика. Формирование правительства было поручено Акакию Чхенкели.
Согласно приказу Чхенкели, армянский корпус оставил Карс, что стало причиной паники среди населения и тысячи армян бежали к границам Эриванской губернии. 3-я Турецкая Армия вошла в Карс 25 апреля. Узнав о произошедшем дашнаки, сначала заявили о своём выходе из коалиции и потребовали отставки Чхенкели. Грузинские меньшевики предложили представителям «Дашнакцутюн» самим возглавить кабинет, понимая, что такое предложение, которое будет расценено турками как создание «кабинета войны», неприемлемо для армян. Дашнакам, не желая того, пришлось принять сложившуюся реальность − они отозвали свою отставку Чхенкели и присоединились к его кабинету, который был утверждён 26 апреля 1918 года. Другого способа сохранить оставшиеся территории российской Армении не было, поскольку потеря Карса лишила армян возможности эффективной защиты.
Мирные переговоры между Закавказьем и Турцией были продолжены на Батумской мирной конференции в мае 1918 года. Несмотря на то, что правительство Чхенкели было готово принять условия Брест-Литовского договора, Турция теперь уже претендовала на Ахалцихский и Ахалкалакский уезды, а также западную часть Эриванской губернии. Не дожидаясь ответа от закавказской делегации турки вторглись в Закавказье и 15 мая взяв Александрополь, нанесли удар по двум направлениям − южному, вдоль железной дороги Эривань-Джульфа, и восточному, по линии Каракилиса-Тифлис -Баку. Через неделю Эривань была почти окружена турецкими войсками. После этих успехов турецкой стороной был выдвинут 72-часовой ультиматум об аннексии ещё одной части Эриванской губернии. Это выглядело как конец самому существованию армянского народа.
В сложившихся условиях грузинские лидеры приняли решение войти, в обмен на политическую защиту, в сферу влияния Германии. Согласно предварительному договору, Грузия должна была объявить о независимости и заключить германо-грузинское соглашение. Параллельно грузины вели неформальные переговоры с мусульманскими представителями закавказской делегации. Один из трёх народов Закавказья должен был подвергнуться турецкой агрессии. Предполагалось, что армяне не должны быть больше частью политики закавказского региона.

### Участие в Бакинской коммуне
В конце марта 1918 года в Баку объединившиеся с большевиками дашнаки выступили против партии Мусават, представлявшей мусульманское большинство города, в результате чего была создана Бакинская коммуна. В результате террора и погромов против азербайджанского мусульманского населения, в которых приняли участие и вооружённые отряды партии «Дашнакцутюн», в Баку погибло около 12 тысяч мусульман. Для освобождения своей территории от большевиков, совместно с дашнаками насильно удерживавшими власть в Баку, азербайджанские власти обратились к османам за военной помощью. Энвер-паша быстро принял решение заняться этим вопросом, одновременно имея намерение расширить турецкое влияние на каспийский нефтяной район, на который претендовали также англичане и немцы. Для этой цели из кавказских добровольцев им была создана Кавказская исламская армия, командование которой было поручено Нури паше. 2 (15) сентября после непродолжительного штурма Кавказская исламская армия взяла Баку, вследствие чего Диктатура Центрокаспия пала.

## Во главе Первой Республики Армения

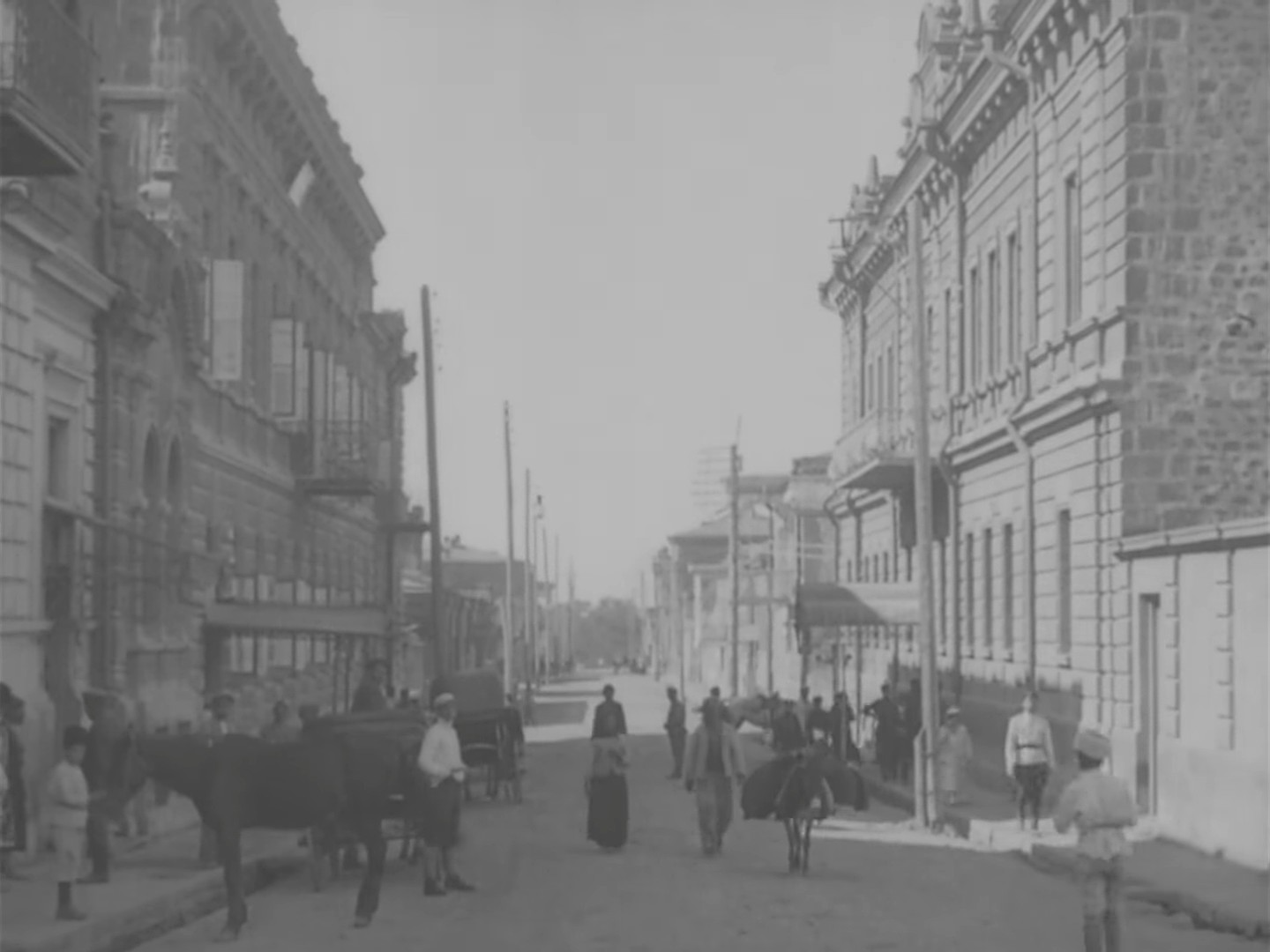
Справа — здание Дашнакцутюн в 1919 году.

Во время русского правления на Кавказе удельный вес армянского элемента быстро возрастал. Армянские специалисты и класс коммерсантов стали преобладающими в Тифлисе и других городах, а сельское население освободилось от экономического порабощения. Несмотря на это географическое распределение армян было таково, что при любом справедливом разделе Закавказья почти все их финансовые и коммерческие центры были бы исключены из Армянской области, также как и несколько сот тысяч, а возможно даже и большинство армянского населения.
При царской власти армянские провинции оставались неразвитыми в сравнении с финансовой, культурной и политической жизнью в Тифлисе. Эривань в 1914 году представляла собой сонный восточный город с 30-тысячным населением, по сравнению с 300-тысячным Тифлисом и столичным Баку. Эти факторы объясняют крайнее нежелание армянских лидеров, в том числе и доминирующей партии «Дашнакцутюн», создать независимое государство вокруг Эривани в 1918 году. Создание такого государства не было логическим следствием национально-культурного возрождения XIX века или революционного движения последних тридцати лет. Неохотно, обречённо лидеры партии в Тифлисе пришли к выводу, что нет другой альтернативы кроме как объявить независимость Армении.

### Приход к власти

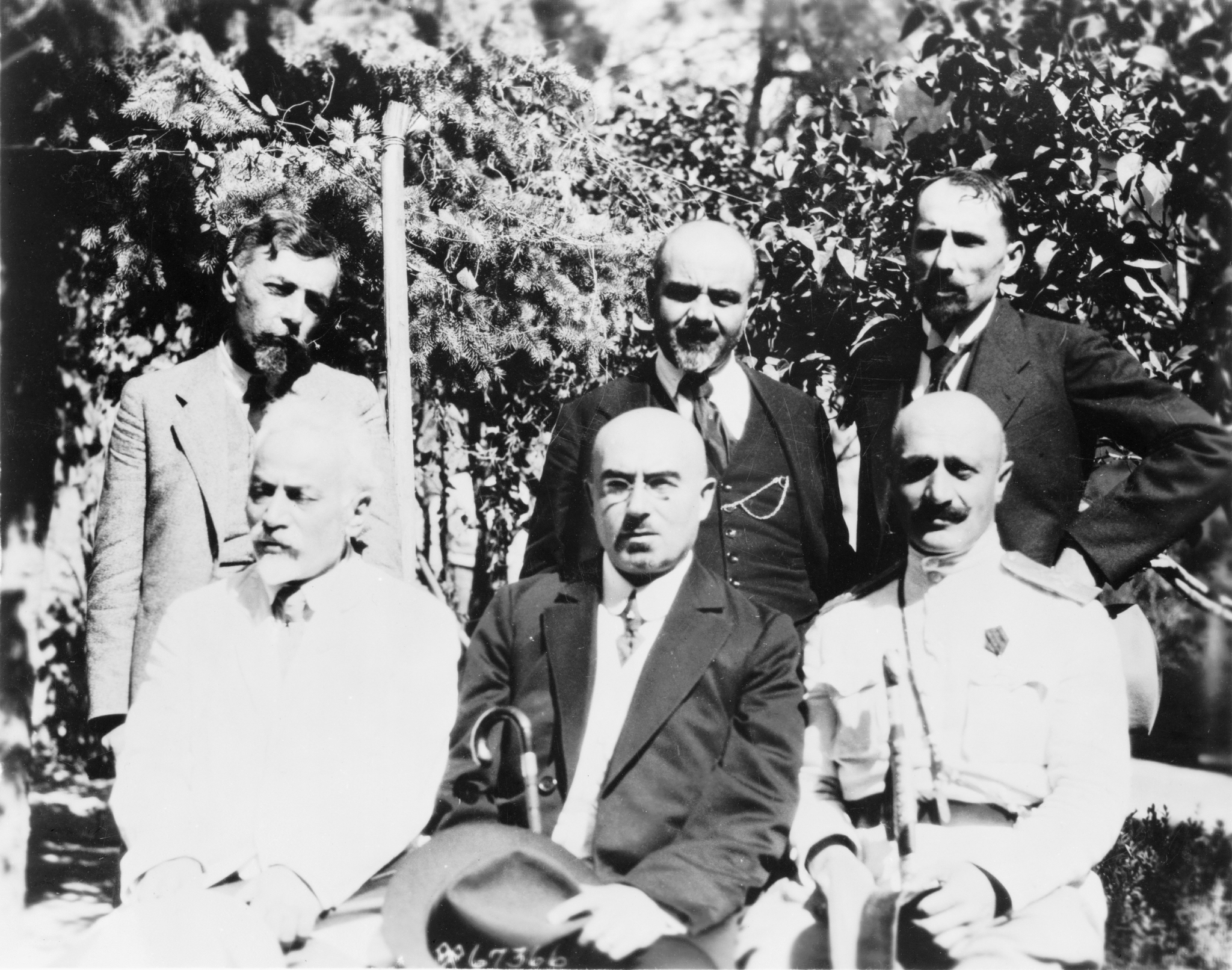
Члены правительства Республики Армения в 1918 году. Слева направо, сидят: А. Саакян, А. Хатисов, Х. Араратов; стоят: Н. Агбалян, A. Гюлханданян, С. Араратян

Демократические и парламентские процедуры в административных органах Тифлиса никоим образом не могли остановить турецкую агрессию. Пока в Тифлисе армянские дипломаты безрезультативно пытались что-то предпринять, в Эривани несколько опытных командующих, опираясь на авторитарную традицию армянского общества готовились к сопротивлению. В свою очередь союзники армян, грузины, обеспечив себя защитой Германии, а мусульмане пользуясь благосклонностью захватчиков, оставили армян наедине со врагом, и в мае 1918 года, объявили независимость Грузии и Азербайджана. В отчаянии армянские лидеры нащупывали выход из надвигающегося бедствия. Не имея альтернативы, 28 мая 1918 года, Национальный совет армян провозгласил независимость Армении в нескольких районах, которые по-прежнему были не заняты турецкими силами. Провозглашение независимости, и признание его турками, было бы невозможным без своевременного вооружённого сопротивления в Сардарабаде и Баш-Абаране.
Победа Армянской Революционной Федерации на выборах была предрешена. Партия распространилась по всему Кавказу с конца XIX века и повлияла на коллективные действия армян при попытке царской власти экспроприировать ценности Армянской Апостольской Церкви в 1903 году. В 1917 году Дашнакцутюн принимала участие в работе некоторых закавказских административных органов. Сеть партии была нарушена в России и Османской Империи, она потеряла многих лидеров во время войны, но её влияние в Восточной Армении оставалось сильным. В проведённых в июне 1919 года парламентских выборах дашнаки доминировали, получив 72 из 80 мест. «Дашнакцутюн» получила 90 % голосов, на втором месте с 5 % голосов была Партия социалистов-революционеров. Правительством было создано однопартийное государство, в котором представители «Дашнакцутюн» контролировали рычаги власти, в том числе путём назначения своих представителей на ключевые государственные посты. Некоторые наблюдатели считают, что «Дашнакцутюн» использовала видимость демократического процесса для усиления контроля над правительством больше, чем установления государства основываясь на народ. Результат выборов оттолкнул мусульманское население, что было на руку турецким, азербайджанским и большевистским силам.
В мае 1918 — ноябре 1920 годов лидеры «Дашнакцутюн» (О. Каджазнуни, А. Хатисов, А. Оганджанян, С. Врацян) в разное время возглавляли правительства Республики Армения. «Дашнакцутюн» ориентировалась на поддержку Антанты, выступала за присоединение к Республике Армения шести армянских вилайетов Турции (что частично было учтено в Севрском мирном договоре 1920 года). «Дашнакцутюн» также требовала передать Республике Армения ряд районов Елизаветпольской, Тифлисской и Эриванской губерний со смешанным населением, что, в связи с аналогичными претензиями со стороны руководства Азербайджана и Грузии, стало одной из причин армяно-грузинского и армяно-азербайджанского вооружённых конфликтов.
Между мартом 1921 и июлем 1922 года «Дашнакцутюн» санкционировала, в рамках операции «Немезис», серию убийств ключевых фигур младотурок, избежавших военного трибунала.

### Этнические чистки
Начиная с середины 1918 года происходят этнические чистки по отношению к мусульманским поселениям в Зангезуре — приграничной армяно-азербайджанской зоне, в которых видное место занимал Андраник. Он переселяет на Кавказ 30 тысяч армянских беженцев из Анатолии, часть которых осталась в Зангезуре, но большинство было переселено Рубеном Тер-Минасяном в Эривань и в район Даралагёза, где ими заменили выселенных мусульман с целью создания этнической однородности в ключевых районах Армении.
Эриванский архиепископ Хорен писал в апреле 1920 года:
Должен признаться, что несколько татарских сёл пострадали при правительстве Армении…, но каждый раз … они являлись агрессорами, или они фактически атаковали нас, или они были организованы агентами Азербайджана и официальными представителями против правительства Армении.
По мнению британского историка Дональда Блоксхема, это заявление поразительно напоминает объяснения младотурок причин геноцида 1915 года. В мае того же года назначенный военным министром Армении Рубен Тер-Минасян расширил кампанию по гомогенизации некоторых территорий Карса и Нахичевани. Регулярная армия и отряды турецких армян были повёрнуты против ранее открыто неповиновавшихся мусульманонаселённых территорий от Зангибасара и Ведибасара в окрестностях Эривани и до Шарура в нижней долине Аракса. Мусульманские деревни опустели, а жители были изгнаны через границу в Турцию. В очищенные от мусульман районы переселялись армянские крестьяне, тем самым был обеспечен контроль над Аракской равниной, центром сельскохозяйственной экономики Армении.Триумфальное движение на юг, после двух лет обороны, укрепило позицию Рубена Тер-Минасяна в глазах скептиков. Его действия и политика дашнакского правительства по «арменизации» Армении и, тем самым, обеспечению будущего страны заслужили похвалу со стороны некоторых армянских историков. Однако проверить, была ли патриотическая диктатура решением проблем Армении, не хватило времени.

### Майское восстание. Установление диктатуры Дашнакцутюн
Приближение Красной Армии после советизации Азербайджана к границам Армении воодушевляет местных большевиков. В мае 1920 года во время организованного дашнаками Первомайского празднования в Эривани вспыхивает большевистское восстание. Организованный спустя пять дней в Александрополе Революционный комитет 10 мая объявляет, что «дашнакское правительство маузеристских и империалистических спекулянтов» ликвидировано, а Армения стала Советской Республикой. В подготовленном Ависом Нуриджаняном и его соратниками манифесте провозглашалось, что их борьба не была направлена против тюркских рабочих и крестьян, а только против дашнакского режима. К мятежникам присоединились недовольные подразделения армянской армии и лидеры некоторых мусульманских районов.
Правительство Армении было застигнуто врасплох выступлениями большевиков и фактом ненадёжности ряда воинских подразделений, что привело к обсуждению в парламенте способности кабинета министров под руководством Александра Хатисова руководить страной в период кризиса. Между дашнакскими депутатами и Бюро партии разгорелась дискуссия. Часть депутатов требовала квазидиктатуры. Раскол произошёл после предложения о передаче контроля над правительством Бюро партии. Однако парламентской фракции пришлось уступить под давлением Бюро. 5 мая на внеочередной сессии парламента Хатисов подал в отставку и премьер-министром был избран Амазасп Оганджанян, который в тот же день представил свой кабинет — Бюро Дашнакцутюн. Майские волнения положили начало открытой диктатуре партии Дашнакцутюн .
Постановлением Кабинета Министров от 8 мая были утверждены полномочия для полевых судов, которые включали рассмотрение дел по государственной измене, пропаганде вооружённого восстания, саботажу и отказу от выполнения военных приказов. На расследование давалось от одного до трёх дней, приговор обжалованию не подлежал и в исполнение приводился немедленно. За антиправительственные выступления предусматривалось от года до шести лет и расстрел за государственную измену. Также были запрещены забастовки госслужащих.
В ночь с 13 на 14 мая восстание было подавлено — несколько лидеров восстания были казнены, но многие бежали в Баку. В течение лета 1920 года большевики были загнаны в подполье или покинули страну .
Следствием майского восстания была широкомасштабная деморализация в стране. Даже по прошествии двух лет национальная армия не была полностью преданной, люди могли петь национальный гимн сегодня, а на следующий день скандировать большевистские лозунги. Всё это свидетельствовало об уязвимости сложившейся ситуации. Авторитет правительства был подорван не только внутри страны, но и за рубежом. Верховный комиссар союзников по оказанию помощи Армении, Уильям Хаскелл, отдал приказ сотрудникам миссии в Эривани эвакуироваться. На этом американские поставки зерна были приостановлены, а направлявшиеся в Батуми грузы были перенаправлены в Европу. Последние партии были переданы Хаскеллом армянскому представителю в Батуми после подавления восстания. Подполковник Чарльз Ливингтон, отвечавший за предоставление помощи в Александрополе, 3 мая сообщил премьер-министру Оганджаняну об отзыве из страны всего военного персонала.

## Советизация Армении и Дашнакцутюн
В Турции с начала лета 1920 года продолжались приготовления к войне, и в сентябре, вскоре после первого раунда советско-турецких переговоров, Мустафа Кемаль Ататюрк отдал приказ атаковать Армению. Одновременно с турецкими войсками в Армению из Советского Азербайджана вошла Красная Армия. Столкнувшись с выбором между двумя оккупантами, Эривань передала власть большевикам.
Соглашение о передаче власти было подписано министром обороны Армении Драстаматом Канаяном (Дро) и представителем большевиков Борисом Леграном. По соглашению, большевики обещали не преследовать дашнаков. Однако это обещание было нарушено после прихода к власти Ревкома и многие из лидеров «Дашнакцутюн» подверглись преследованиям. Деятельность партии в Советской Армении, наряду с другими некоммунистическими партиями, была запрещена.
Вступивший вместе с войсками Красной Армии из Советского Азербайджана на территорию республики, Революционный комитет Армении 29 ноября 1920 года объявил Армению советской республикой. 2 декабря того же года дашнакское правительство в лице некоторых из оставшихся в Армении членов заявило о своём роспуске.

### Февральское восстание
18 февраля 1921 года в Армении вспыхнуло восстание под предводительством дашнаков, и на короткое время было восстановлено дашнакское правительство во главе с последним премьером Республики Армения Симоном Врацяном. Дашнаки сумели нанести ряд поражений Красной Армии, однако 3 апреля Красная Армия вновь заняла Эривань. В ноябре 1923 года в Эривани под давлением представителей новой власти был созван съезд бывших членов партии, по решению которого партия «Дашнакцутюн» в Армении была распущена.
Для борьбы с большевиками Врацян и его администрация были готовы просить военную помощь у Турции. Как писал Врацян позже: «Мы даже обратились к туркам с просьбой о военной помощи против большевиков. И мы послали с этой целью одного из наших офицеров к турецкому командованию в Ыгдыре. Конечно, мы осознавали, что турки не помогут нам против своего союзника, но этим призывом мы хотели подчеркнуть наше дружественное отношение и внушить доверие к нам…».

### Влияние советизации на деятельность партии
Передача власти большевикам стала одним из самых критических периодов в истории партии, которая оказалась на грани развала. Взаимные обвинения и критика, сопровождаемые оценками деятельности партии в прошлом, зачастую приводили к внутрипартийной конфронтации и насилию.
Конференция в Бухаресте, созванная в апреле 1921 года, имела целью проанализировать потерпевшее неудачу февральское восстание. Здесь Бюро партии подверглось резкой критике за неумение создать сильные партийные структуры.
В апреле-мае 1923 года на очередной конференции в Вене первый премьер-министр Армении Ованес Каджазнуни выступил с обширным и противоречивым докладом о деятельности партии. Его ретроспективный анализ сводился к выводу, что вся деятельность «Дашнакцутюн» начиная с 1914 года нанесла вред армянскому народу. По этой причине он считал, что нет больше причин для продолжения деятельности партии и предложил, во избежание дальнейшего вреда народу, политическое «самоубийство». В своём выступлении по поводу России и Турции он отмечал: «Сегодня есть две реальные силы, с которыми мы должны смириться − Россия и Турция. Так произошло, что наша страна сегодня находится в русской орбите, что в значительной степени защищает от Турции. Если русская гегемония будет ликвидирована, её неминуемо заменит турецко-татарская гегемония. Это Россия или Турция, большевики или кемалисты − у нас нет иного выбора. Когда мы столкнулись с подобным выбором, как мне кажется, не должно быть сомнений: конечно Россия, а не Турция, большевики, а не кемалисты». Его доклад и вышедшая книга под названием «Больше нечего делать» стали причиной множественных обвинений, но при этом внесли значимый вклад в переоценку и реформирование целей партии.
В ответ на доклад Каджазнуни, Симон Врацян в 1924 году опубликовал книгу, где подробно рассмотрел его критику. Его работа также представляла доводы, согласно которым партия должна продолжить свою деятельность. Врацян считал, что большевизм является диктаторским и антиармянским режимом, власть которого продлится недолго и армянский народ должен быть готов к возвращению дашнаков в страну. Врацян также не исключал возможности сотрудничества с Турцией против большевиков. Врацян заявлял, что у армянского народа и независимой Республики Армения «нет большего врага, чем русский большевизм».
Созванный в ноябре 1924 года X съезд «Дашнакцутюн» установил антисоветскую направленность партии и избрал новое Бюро. Трое из пяти членов Бюро − Симон Врацян, Рубен Тер-Минасян и Аршак Джамалян − являлись экс-министрами Республики Армении. Тем самым съезд узаконил прошлую деятельность лидеров и вопрос об ответственности за прошлые неудачи партии был обойдён. Несмотря на принятие антибольшевистской ориентации, внутрипартийная напряжённость между антитурецкими и антибольшевистскими фракциями не завершилась.

## Деятельность в Туркестане
Дашнакцутюн имела организации и в Туркестане, где вела деятельность среди армянских общин, объединившись с русскими коммунистами региона. Напряжение в отношениях между Советской властью и местным мусульманским населением в определённой степени стимулировало активную деятельность дашнаков, которые настраивали армян региона против коренного населения. В Ферганской долине имели место «зачистки» и погромы мусульманских деревень со стороны дашнаков, что приводило к ответной реакции басмачей в отношении армян.
В 1918 году, после падения Кокандской автономии и взятия Коканда, вооружённые представители армянской общины присоединились к частям Красной гвардии. В течение трёх дней продолжались грабёж и убийства мусульман. Наиболее активные в этой резне армяне позже оправдывались, что причиной насилия был страх перед «джихадом». В период с 1918 года до середины 1919 года, когда под контролем дашнаков находилась революционная диктатура и Советы Андижана, ими совершались налёты на мусульманские кишлаки. Действия против мусульманского населения Туркестана имели место почти одновременно с аналогичными действиями дашнаков на Южном Кавказе. В июне 1918 года дашнаками был совершён налёт на Ош, а в декабре на окрестности Джалал-Абада. Из секретного донесения в Совнарком Туркестана из Андижана следует, что «Дашнакцутюн несёт ответственность за разжигание конфликта между Советской властью и мусульманским населением…». В ответ на нападение басмачей на гарнизон Андижана в домах мусульман старого города в течение недели велись обыски, которые сопровождались убийствами, грабежами и изнасилованиями.
На проходившем в марте 1919 года чрезвычайном съезде Советов Туркестана мусульманскими делегатами было внесено предложение с требованием «обезоружить и расформировать отряд Дашнакцутюн и очистить Красную гвардию от преступного элемента». В мае комиссией ТуркЦИКа был отдан приказ армянской общине Ферганы о сдаче оружия, а также частям Красной армии о выведении бойцов-армян из своих рядов. На проходившем через несколько дней первом съезде Мусульманского бюро Компартии Туркестана было объявлено, что в регионах основного сосредоточения дашнакских дружин — Андижане, Коканде и Скобелеве, их разоружение было завершено.

## Период эмиграции

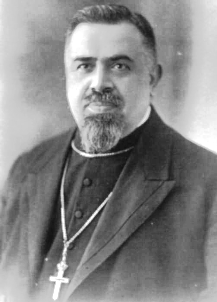
Архиепископ Леон Турян, убитый членами «Дашнакцутюн» в 1933 году в США

После установления советской власти многие из наиболее радикальных членов «Дашнакцутюн» покинули пределы Армении, чтобы продолжить борьбу за государственность извне, способствуя таким образом росту армянской диаспоры и повышая антисоветские настроения, либо остались для создания воинственных оппозиционных организаций против Турции и Советского Союза. Члены Дашнакцутюн, после установления советской власти, подверглись жестоким репрессиям.
Свою основную деятельность партия разворачивает среди зарубежной диаспоры, более чем в 100 странах мира создаются штаб-квартиры. «Дашнакцутюн» от других политических организаций отличает чётко организованная структура и строгая внутрипартийная дисциплина, а также формат взаимоотношений между подразделениями, которые носят военизированный характер. Под воздействием потери независимости в 1920 году пророссийская позиция партии в корне меняется, становясь радикально антироссийской, то есть антисоветской. Это сопровождается значительным отходом от сильной антитурецкой позиции. Официальный «Дашнакцутюн» отныне становится политической партией армянской диаспоры. Бежавшие из Армении члены элиты «Дашнакцутюн» становятся главной силой армянской диаспоры.
Завоевание большевиками Армении стало сильным ударом для армян, связанных с этой партией. В отличие от других политических организаций, продолжавших поддерживать армян вне зависимости от того, где они проживали, заключивших мир с новой политической властью и сосредоточившихся на существовании армянской советской республики, как необходимости для выживания армянского народа, дашнаки видели в этом трагедию как для партии, так и катастрофу для армянского народа в целом.
Но борьба «Дашнакцутюн» была направлена не только против Советского Союза, но также против конкурирующих политических сил армянской диаспоры, не находящихся в обвинительной позиции по отношению к советской власти, которые в глазах дашнаков предавали цель свободной и независимой Армении. В декабре 1933 года в Нью-Йорке произошло убийство архиепископа Леона Туряна, который, по мнению некоторых дашнаков, стал предателем национального дела. Позволяя поднять флаг советской Армении вместо красно-сине-оранжевого триколора павшей республики, он соглашался с властью большевиков и подчинению Армении Москве. Хотя АРФ официально отрицала причастность к этому делу, девять её членов были осуждены за убийство. Это событие широко освещалось в американской прессе. Партия подверглась обвинениям, что является «маленькой террористической группировкой, угрожающей американскому образу жизни».

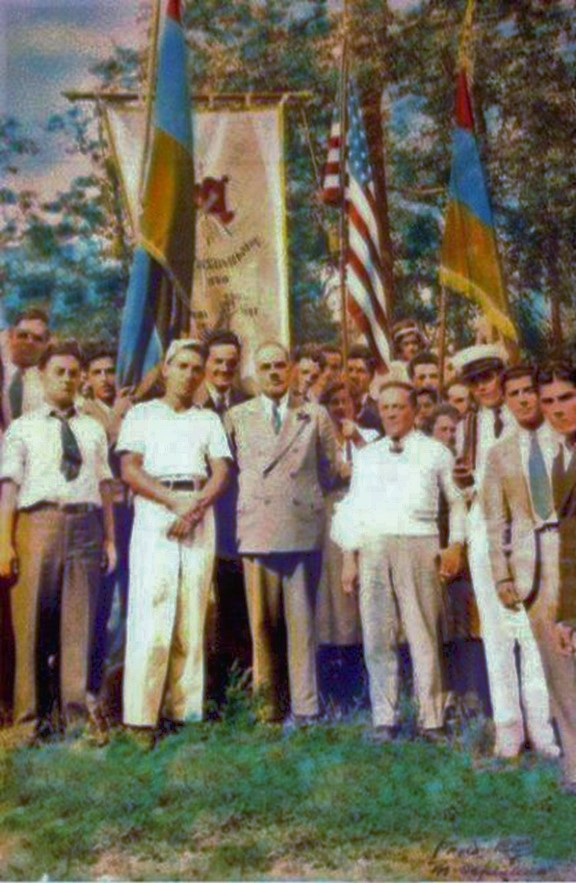
Гарегин Нжде c членами «Цегакрон» (США, Бостон, 1933 год)

После этого убийства последовали акты насилия. Дашнаками была захвачена церковь в Филадельфии. В этнических кварталах Бостона и Чикаго имели место небольшие беспорядки. Разногласия внутри диаспоры становились непреодолимыми..
В рамках Армянской Революционной Федерации Гарегином Нжде в 1933 году была создана молодёжная организация, группа «Цегакрон», которая по мнению немецкого политолога Волкера Якоби, являлась прото-фашистской. Согласно Томасу де Ваалу, Нжде имел подлинно фашистский уклон, создавая эту организацию.

### Участие в Великой Отечественной войне на стороне Германии
Во время Второй мировой войны некоторые из находящихся в Берлине дашнаков, хотя это отрицается официальными органами партии, заключают соглашение в 1942 году с нацистами против Советского Союза.
Согласно рассекреченным, в соответствии с законом о раскрытии нацистских военных преступлений, документам ЦРУ, в армянском еженедельнике Armenian Mirror-Spectator за 1 сентября 1945 года был опубликован оригинальный немецкий документ, согласно которому, Национальный Совет Армении, состоящий из дашнакских лидеров — председателя Арташеса Абегяна, заместителя Абрама Фулханданияна, Арутюна Багдасаряна, Давида Давидханяна, Гарегина Нжде, Вагана Папазяна, Дро Канаян и Дертовмасяна, обратился к нацистскому министру восточных оккупированных территорий Альфреду Розенбергу для превращения советской Армении в германскую колонию. По заявлению агента СС В. Хёттля, комментирующего сотрудничество дашнаков с СД и Абвером, «в Бухаресте доктор Араратян и генерал Канаян имели наиболее важное значение». Советом учреждается еженедельник «Армениен» и ведутся радиопередачи на армянском языке из Берлина.
В результате этого сотрудничества армянским заключённым удавалось избежать концентрационных лагерей и лагерей для военнопленных. Генерал Дро Канаян, бывший лидер независимого армянского правительства, участвовал в формировании Армянского легиона на Западном фронте. Дро набирал в 812-й батальон как эмигрантов, так и военнопленных, и они прошли с немцами до Крыма и Северного Кавказа. В декабре 1941 и январе 1942 года Канаян возглавляет прибывшую в Симферополь группу деятелей «Дашнакцутюн». Согласно данным советской разведки, он «ставил армянам задачу… вместе с немцами принять участие в „освобождении“ Армении» для создания «Великой Армении под протекторатом немцев». По мере того как Красная Армия вынуждала немцев отступать в 1944-1945 годах, многие армяне, живущие на Северном Кавказе и Украине, отступали с немцами, оказавшись позже в лагерях для беженцев в Германии, откуда им позволили эмигрировать в Соединённые Штаты.

## Послевоенный период
В течение войны и период холодной войны идеологи «Дашнакцутюна» прилагали усилия для пересмотра своих прежних приоритетов. Одним из первых проявлений такого пересмотра было изменение названия молодёжной организации «Цегакрон» на «Армянскую молодёжную организацию», которое было идеологически нейтральным. Гарегин Нжде, основоположник этого движения в Америке, при создании этой организации был вдохновлён идеологиями и расовыми теориями 1930-х годов и значение «Цегакрон» трактовалось противниками дашнаков, как «расовое поклонение».
В июле 1944 года на съезде партии в Бостоне было принято решение об отходе от антисоветских позиций. Уже в 1945 году «Дашнакцутюн» принимала активное участие в выдвижении территориальных требований по отношению к Турции и присоединении этих земель к советской Армении. Армянский национальный комитет, находящийся под влиянием дашнаков, направил ряд петиций лидерам мировых держав, в том числе и Сталину. Во всех петициях партия воздерживалась от антисоветских и антибольшевистских комментариев, что было расценено Министерством иностранных дел советской Армении как «тактический манёвр» дашнаков, предпочитавших присоединение территорий к советской Армении, чем оставление их у Турции.
После объявления Гарри Трумэном своей доктрины в марте 1947 года внутри «Дашнакцутюн» снова начали звучать антикоммунистические призывы. Воспользовавшись получившим распространение антисоветизмом в США и Западной Европе, антибольшевистский настрой «Дашнакцутюн», поощряемый западными кругами, привёл к радикальному расколу как внутри Армянской церкви, так и внутри армянской диаспоры. Борьба между просоветскими и антисоветскими силами приобрела транснациональные масштабы.
Продашнакские приходы порвали с остальной церковью, создавая самостоятельный церковный орган. В 1950 году это собрание переходит под эгиду католикоса Киликии, отделив эти общины от Эчмиадзина. Крыло диаспоры связанное с дашнаками, призывало к силовому решению армянских проблем, включая целевое использование насилия, в отличие от других более умеренных партий и общественных организаций.
Однако дашнакам пришлось принять факт, что Советская Армения была родиной-центром и приспосабливаться к доминированию Москвы. Партия, начиная с 1970-х годов, от антисоветского и антикоммунистического «крестового похода» перешла к антитурецкой кампании по признанию геноцида армян и требований территориальных компенсаций, для чего была необходима поддержка Советского Союза. К концу 1970-х годов армянская диаспора и Советская Армения достигают в отношениях «модус вивенди», отчасти из-за позволения советских властей провести памятные мероприятия в 1965 году, посвящённые геноциду. Начиная с 1970-х годов ведутся регулярные переговоры между руководством партии и советскими чиновниками.
Новое поколение в армянской диаспоре требовало большей воинственности в борьбе за признание геноцида, и дашнаки меняют свою антисоветскую направленность, вступив в новую фазу своей национальной борьбы.

### Создание террористического крыла ДжСАГ
Начиная с 1975 года турецкие цели подверглись атаки со стороны армянских террористических групп — Армянская секретная армия освобождения Армении (АСАЛА) и Бойцы за справедливость в отношении геноцида армян (ДжСАГ). История ДжСАГ была связана с террористической ветвью «Дашнакцутюн». По мнению ряда авторов, возникновение террористической организации ДжСАГ, при председателе Бюро АРФ Грайре Марухяне, было связано с опасениями «Дашнактцутюн», что молодые члены партии войдут в ряды более радикальной АСАЛА.
На XX съезде партии в декабре 1972 году в Вене было принято решение о «возвращении к своим революционным традициям». Происходит сдвиг с антисоветской позиции и следуют заявления, обозначающие Турцию (и во вторую очередь США) как главного врага. По мнению политолога Волкера Якоби, изучавшему историю армянских политических партий, решение о создании ДжСАГ было принято в октябре 1975 году партией «Дашнакцутюн» в Бейруте. Согласно Фрэнсису Хайланду, бывшему сотруднику ЦРУ и автору книги по армянскому терроризму, ДжСАГ заботилось о том, чтобы публично дашнаки не имели отношения к кровопролитию. Однако, по мнению информированных источников, в том числе и внутри армянского террористического движения, ДжСАГ была создана и поддерживалась партией «Дашнакцутюн». Согласно рассекреченному докладу ЦРУ об армянском терроризме, ДжСаг была создана «Дашнакцутюн». Исследования и данные, полученные в большом количестве, указывают на то, что эта террористическая организация являлась военным крылом партии.
«Дашнакцутюн» финансировала ДжСАГ из денег, получаемых из разных источников. Атаки, совершаемые ДжСАГ, не являлись дорогостоящими. Например, нападение пяти террористов на посольство Турции в Португалии в 1983 году могло обойтись менее, чем 20000 долларов. Наиболее затратными были юридические расходы по арестованным боевикам. В таких случаях дашнаки обращались за пожертвованиями к армянам в диаспоре, а не к партийной казне. Им удавалось собрать пяти-шестизначные суммы. Так, на расходы по юридической защите Хампига Сасуняна, убийце турецкого консула, было собрано более 250000 долларов. Дашнакские сборщики средств (фандрайзеры) считаются почти легендарными в их способности привлекать большие суммы денег для приоритетных целей.
С 1988 года «Дашнакцутюн», в лице председателя Бюро партии Грайра Манухяна, сотрудничала с КГБ с целью предотвращения антисоветской тенденции в карабахском движении.

### Депортация дашнаков в СССР
В период 1949—1950 годов в СССР проводились мероприятия по зачистке закавказских республик от «политически неблагонадёжных элементов». Бывшие члены партии «Дашнакцутюн» выселялись в Алтайский край. Согласно Решению Политбюро ЦК от 4 апреля 1949 года, 
126. В целях очистки Армянской и Азербайджанской ССР от политически неблагонадёжного элемента Политбюро ЦК ВКП(б) постановляет:
1. Обязать Министерство Государственной Безопасности СССР (тов. Абакумова) выселить проживающих в Армянской и Азербайджанской ССР дашнаков на вечное поселение в Алтайский край под надзор органов Министерства внутренних дел.
 Из докладной МВД Алтайского края от 13 июля 1949 года «О приёме и расселении в Алтайском крае переселенцев-дашнаков» следует, что «в период с 27 июня по 1-е июля сего года в Алтайский край прибыли 13 эшелонов с выселенцами-дашнаками в количестве 3848 семей 15701 человек, из них: мужчин 4767, женщин 5366 человек и детей 5586 человек.». С 2006 года день депортации — 14 июня отмечается в Армении как «День памяти жертв политических репрессий».

## Современность

### Деятельность в Армении

#### Легализация
«Дашнакцутюн» не имела представительства в Армении до августа 1990 года, когда она была официально зарегистрирована в стране. Взращённые в центрах армянской диаспоры, растянувшейся от Бейрута до Лос-Анджелеса, дашнаки снова становятся силой в Армении, стремясь вернуть себе позиции потерянные в результате прихода к власти большевиков. Вооружившись финансовыми средствами из-за рубежа, дашнаки и их соратники смогли основать газеты и начать бизнес, а также создать условия для продвижения кандидатов с целью достижения значительной политической власти в государстве. Однако их успех внушал беспокойство многим местным армянам, которые видели в них новичков с небольшим опытом тягот советской эпохи и недостаточным уважением к её достижениям.
Партия имела большое символическое значение, как «авангард» антисоветской борьбы и борьбы против Турции. АРФ для армян являлась носителем идеалов с националистической окраской. Как отмечалось, «чувства людей в отношении дашнаков в 1988—1989 гг. достигли уровня религиозного почитания». Многие в Советской Армении верили в мифическую силу АРФ и принимали её националистическую риторику близко к сердцу.
Однако на тот момент партия уже давно отказалась от резкой антисоветской позиции и в 1988 году выступала против массовых протестов и забастовок. Так, вместе с партиями «Рамкавар» и «Гнчак», «Дашнакцутюн» делает заявление в поддержку присоединения Нагорного Карабаха к Армении, а также с призывом к прекращению забастовок и акций протеста, которые могут привести к изменению отношения к армянам правительства СССР. Это заявление было воспринято националистическим движением Армении, как критика их деятельности, направленная на поддержку советского режима.

#### Конфликт с Армянским общенациональным движением и запрет деятельности
Несмотря на символическую связь «Дашнакцутюн» с Армянским общенациональным движением (АОД) отношения между ними были проблематичны из-за неспособности АРФ примириться с коренным ереванским руководством АОД. В период между 1988—1998 годами отношения между этими организациями почти всегда были конкурирующими. Восстановив свою деятельность в Армении в 1990 году, АРФ оставила за собой право оказывать силовое сопротивление любому правительству, с которым она была не согласна. Дашнаками была развёрнута кампания противодействия АОД. В 1990 году на II съезде АОД Жирайр Липаритян выступил с критикой партий армянской диаспоры, в частности «Дашнакцутюн»:
Прежде чем иметь возможность использовать проблему геноцида как палку против нового правительства, Дашнакцутюн должен объяснить, как партия могла быть так охвачена на два десятилетия с 1950-х годов антикоммунизмом холодной войны, что забыла о Турции. Эта самая важная из политических партий диаспоры должна объяснить, почему в ноябре 1988 года её руководство призывало всех посвятить себя исключительно проблемам экономического развития Армении, под управлением Коммунистической партии, тем самым способствуя продлению власти прежнего режима и препятствуя приходу демократии.
 В 1991 году АРФ с неохотой принимает декларацию независимости Армении.
В том же году «Дашнакцутюн», недооценив политическую ситуацию в республике, выдвинула своим кандидатом на президентских выборах актёра Соса Саркисяна, который смог набрать лишь немного выше 4 % голосов, в то время как за Левона Тер-Петросяна, представителя АОД, проголосовало 83 % избирателей. Это крупное поражение партии привело к потере имиджа как в диаспоре, так и в самой Армении. Через несколько месяцев дашнаки начинают кампанию за создание коалиционного правительства.
Кроме политической составляющей, в партии была конспиративная организация «Дро», в функции которой входила экономическая, военная и политическая разведка. Среди задач стоящих перед боевиками «Дро» было уничтожение политических противников, они имели причастность к имевшим место в Армении громким политическим убийствам. В их арсенале хранилось значительное количество лёгкого и стрелкового оружия. Это дало повод президенту Левону Тер-Петросяну запретить деятельность партии в целом.
29 июня 1992 года президент Армении Левон Тер-Петросян выступил с телеобращением к нации, в котором обвинил «Дашнакцутюн» в сговоре с КГБ, а также в наличии у них привлечённых средств для Армении и Нагорного Карабаха, которые так и не достигли назначения. Лидеру партии Грайру Марухяну было дано 48 часов, чтобы покинуть Армению, несмотря на то, что на следующий день было назначено открытие Генерального Конгресса организации. Как заявил после выдворения Марухяна из страны Жирайр Липаритян: «Президент убрал самого могущественного человека самой могущественной организации (диаспоры), и это было в некотором смысле предупреждение, с моей точки зрения, для диаспоры: „Знайте своё место! Вы не руководите этой республикой!.. Это не общеармянское правительство“».
Однако активность АРФ продолжала возрастать, в ответ на которую последовали репрессивные меры со стороны руководства республики. Одним из пунктов расхождения между АРФ и правительством Армении был вопрос о турецко-армянских отношениях. По мнению дашнаков Турция и пантюркизм являлись угрозой для Армении, тогда как Тер-Петросян утверждал, что «пантюркизм как идеология, возникшая во время Первой мировой войны, в настоящее время утратил своё политическое значение, так как говорящие на турецком языке люди выбрали путь национального развития».
В декабре 1994 году президент Армении, Левон Тер-Петросян, запретил деятельность партии и её печатных изданий на территории страны. Тер-Петросян официально выступил против Дашнакцутюн, с обвинениями о предполагаемой роли её членов в убийстве бывшего политика, а также в террористической деятельности, обороте наркотиков и попытках дестабилизации. Около десятка её видных членов были заключены в тюрьму по обвинениям начиная с владения фиктивными документами и до убийств. Дашнакцутюн оставалась официально запрещённой, так как считалась «иностранной организацией». Выборы президента республики 1996 года проводились в атмосфере противостояния АРФ и АОД, против переизбрания Тер-Петросяна были направлены значительные силы армянской диаспоры. В результате этого Левону Тер-Петросяну удалось выиграть выборы с перевесом всего 2 %.

#### Восстановление деятельности
В 1998 году (9 февраля) партия вновь легализовалась с приходом к власти президента Роберта Кочаряна, после вынужденной отставки Левона Тер-Петросяна в феврале 1998 года. Большинство её членов были освобождены из тюрьмы. Хотя запрет на деятельность партии был отменён, судебные решения касаемые причастности ряда видных членов партии к подготовке вооружённого переворота и политическим убийствам не были сняты. По мнению некоторых исследователей, принимая во внимание многолетний опыт подпольной деятельности и приверженность к использованию силовых способов борьбы, а также определённое покровительство армянских властей, возможно, что и в настоящее время в структуре партии имеются вооружённые подразделения, однако точными данными о существовании таковых никто не располагает. Организационная структура АРФ отличается высокой дисциплиной и тесными взаимосвязями между многочисленными ячейками.

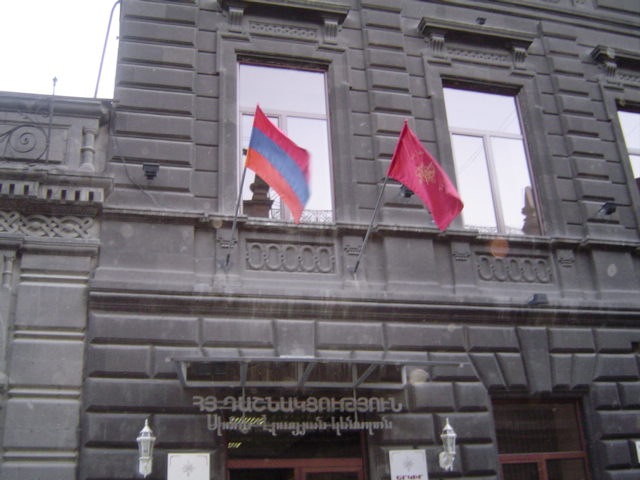
Здание Верховного органа АРФ в Ереване

Партия принимала участие в парламентских выборах 1999, 2003, 2007 и 2012 годов. Во время президентских выборов 2008 года, кандидатом партии являлся Ваган Ованнисян. Он набрал 6,2 % голосов и занял четвёртое место. С 1999 по 2010 года была связана с правящей коалицией в Национальном собрании. Причиной выхода из коалиции стало принципиальное несогласие по вопросу армяно-турецкого сближения. В 2010 году перешла в оппозицию.
Несмотря на это представители партии продолжали занимать посты председателей двух ключевых парламентских комитетов (комитет по обороне и безопасности и комитет по иностранным делам). Партия ведёт работу через собственный телеканал «Страна», который не подвергался давлению со стороны властей. Кроме того, в отличие от Армянского национального конгресса (АНК), партия не ограничивалась со стороны властей при проведении митингов и встреч. Члены «Дашнакцутюн» также имели неограниченный доступ к телевидению, контролируемому правительством, в отличие от АНК и партии Наследие. В результате выборов 1999 и 2007 годов, представители партии занимали 1 и 4 министерских поста соответственно. «Дашнакцутюн» имеет значительные финансовые, медийные и человеческие ресурсы для более развёрнутой политической борьбы, но тогда ей пришлось бы выйти за пределы поддерживающего её националистического электората, что может привести к изменению её платформы. В таком случае это могло бы лишить партию значительной поддержки за пределами Армении, а именно там формируются источники её финансирования.
В январе 2016 году партия вновь вошла в правящую коалицию с РПА. Аналогичная коалиция была создана по итогам выборов 2017 года.
В 2018 после смены власти она вновь оказалась в оппозиции.
| год             | 1999 | 2003 | 2007 | 2012 | 2017 | 2018 |
| --------------- | ---- | ---- | ---- | ---- | ---- | ---- |
| количество мест | 8    | 11   | 16   | 5    | 7    | 0    |

Партия является членом Социалистического интернационала.

### Деятельность в непризнанной Нагорно-Карабахской Республике
«Дашнакцутюн» возродилась на территории Армении и НКАО на волне «Перестройки», во второй половине 1980-х. Как утверждают нынешние активисты «Дашнакцутюн», эта партия стала первой политической силой в Армении, осознавшей, что карабахскую проблему невозможно решить исключительно мирными средствами. На фоне обострения армяно-азербайджанских отношений АРФ занялась поставками оружия и формированием партизанских отрядов. Создавались чисто дашнакские отряды, вооружение и экипировка которых обеспечивались исключительно из партийных средств. Партия имела стабильные финансовые источники — пожертвования членов партии из диаспоры и регулярные членские взносы, что позволяло приобретать довольно крупные партии оружия. В 1994 году в телемарафоне проводимом в Калифорнии дашнакам удалось собрать 1,5 млн долл.
По итогам парламентских выборов в декабре 1991 года партия получила большинство в Верховном Совете непризнанной Нагорно-Карабахской Республики, а её лидер Артур Мкртчян стал спикером. После смерти Мкртчяна в апреле 1992 года, обстоятельства которой остались невыясненными, парламент до 1995 года возглавлял представитель «Дашнакцутюн» Георгий Петросян. В 1992 году, когда почти половина территории Нагорного Карабаха находилась под контролем азербайджанских войск, парламент делегировал значительную часть своих полномочий Государственному комитету обороны, который возглавлял Роберт Кочарян. После подписания 12 мая 1994 года соглашения о прекращении огня ГКО был распущен, а в декабре 1994 года парламент принял закон о президенте НКР.
В период с 1992 по 2000 годы «Дашнакцутюн» находилась в оппозиции. Партия оказалась настолько обескровлена участием в Карабахской войне, что не смогла выставить своих кандидатов на парламентских выборах 1995 года и пассивно поддержала Роберта Кочаряна на президентских выборах 1996 года. После того, как Кочарян в 1997 году возглавил правительство Армении, «Дашнакцутюн» на внеочередных президентских выборах решительно поддержал Аркадия Гукасяна, восстановив таким образом свою репутацию. На парламентских выборах 2000 года партия набрала около 30 % голосов и заняла 9 из 33 парламентских мест («Союзу Демократического Арцаха» досталось 13 мест).
Популярность, которую Гукасян завоевал своим противостоянием в 1998—2000 годах с военной верхушкой НКР, способствовала тому, что на президентских выборах 2002 года его поддержала АРФ и даже коммунисты, в результате чего Гукасян получил 88,4 % голосов. «Дашнакцутюн» подписал соглашение с правящей партией «Союз Демократического Арцаха» о создании коалиции, выдвинув предложения по антикоррупционной деятельности, восстановлению «освобождённых» (лишившихся азербайджанского населения) деревень и пр. Через год АРФ вышла из коалиции, создав коалиционный блок с центристской партией «Движение-88». На муниципальных выборах 2004 года этот блок победил на выборах мэра Степанакерта, а также ещё в 85 муниципалитетах.
Накануне парламентских выборов 2005 года новый блок был уверен в победе, которая дала бы возможность их представителю занять пост премьер-министра. Однако блок получил лишь 3 мандата, в то время как «Союз Демократического Арцаха» — 12 мест, а совершенно новая партия «Свободная Родина» — десять. Перед президентскими выборами 2007 года блок неожиданно заявил о своей поддержке Бако Саакяна — кандидата от «Свободной Родины», который и победил на выборах.

## Деятельность в диаспоре

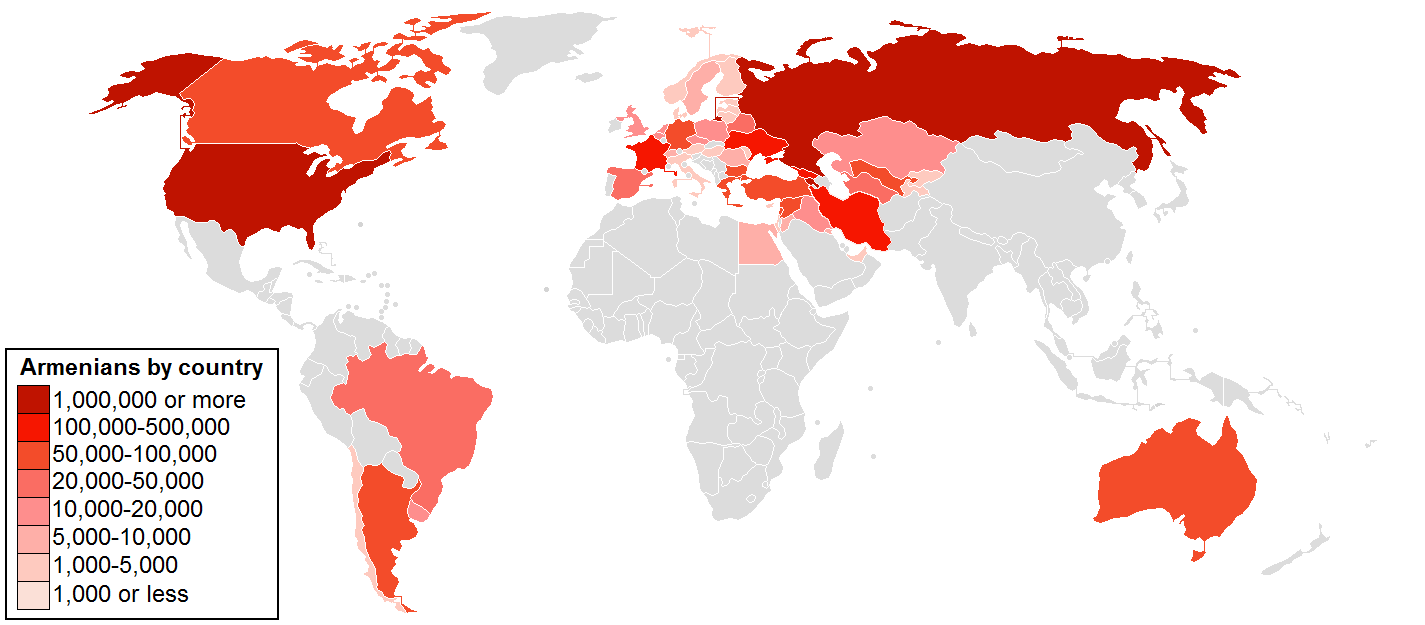
АРФ действует во всех государствах, где имеется армянская диаспора

### Соединённые Штаты Америки
К началу Первой мировой войны «Дашнакцутюн» становится самой крупной армянской партией в США. В период между 1903 − 1914 годами число локальных ячеек увеличилось с 36 до 77, а количество членов возросло с 1005 до 1728. В Калифорнии, городе Фресно, в 1908 году «Дашнакцутюн» стала первой армянской партией начавшей издавать здесь свою газету «Асбарез» («Арена»).
В период Второй мировой войны советско-американский союз нанёс вред «Дашнакцутюн». Проводимая в течение последних двадцати лет антисоветская деятельность дашнаков оказалась не к месту во время войны. В 1943 году было опубликовано первое публичное обвинение в адрес партии — книга журналиста Джона Роя Карлсона «Под прикрытием», получившая широкий резонанс. В ней Карлсон писал: «Трудно выразить словами эффект, который произвело на меня убийство архиепископа Туряна, совершённое дашнакскими прихвостнями. Долгое время я был озадачен, а затем начал постепенно понимать, что дашнаки, представляющие собой злобную политическую клику террористов, являлись не только фашистской организацией, но и занимались разрушением принципов нашей демократии». Отреагировав на создавшуюся новую ситуацию, Центральный комитет партии в Америке выразил безоговорочную поддержку союзникам. Антидашнакские силы при этом выразили сомнение в искренности дашнаков.
В начале 1950-х годов противники дашнаков обвиняли АРФ в фашизме, терроризме, в политическом оппортунизме, считали их агентами зарубежных спецслужб и туркофилами. Лидерами «Дашнакцутюн» подобные обвинения отвергались.

### Франция
Во Франции большинство подразделений партии возникли в период 1920−1930-х годов. Внутрипартийные разногласия, существовавшие по поводу турецкой или русской ориентации, проявили себя в различных регионах страны − Марселе, Лионе, Валенсии и т. д. Признание Францией Советского Союза в 1924 году разрушило претензии «Дашнакцутюн», чтобы представлять интересы армянского народа как правительство Армении в изгнании . Кроме того, усиление французской Коммунистической партии в 1930-х годах подрывало авторитет АРФ. Дашнаки старались удержать армян от участия в местной политике. Антинацистский советско-французский договор дал французским коммунистам дополнительное преимущество. Дашнаки зачастую характеризовались как фашисты и властями организовывались преследования членов партии. Создавшаяся общественно-политическая ситуация заставила «Дашнакцутюн» перенести Бюро партии в Каир.
Во Франции члены «Дашнакцутюн» отказались от сотрудничества с нацистами. Дашнаки чувствовали определённую преданность стране, на протяжении многих лет принимавшую армян, однако они не присоединялись к своим идеологическим врагам − армянам-коммунистам, участвовавшим во французском сопротивлении. Члены АРФ во Франции сохраняли нейтралитет и предпочитали во время войны оставаться в стороне.
После войны дашнаки, зачастую называемые фашистами, подверглись осуждению и преследованиям. В период 1944−1946 годов «Дашнакцутюн» практически не принимала участия в общественной жизни страны. В 1945 году партия создала здесь свою молодёжную организацию − «Nor Seround» («La nouvelle génération»). В следующем году в Париже открылся Исторический музей Армянской революционной федерации, позже перенесённый в Ереван.
В 1965 году во Франции «Дашнакцутюн» официально создаёт Комитет по армянскому вопросу, который занимается активным лоббированием признания французским парламентом геноцида армян. По поводу самой резолюции принятой в 2001 году член верховного органа АРФ Спартак Сейранян отмечал, что этот законопроект был принят благодаря усилиям армянских организаций во Франции, а также, что «своим решением парламент Франции ещё раз подтвердил свою приверженность демократии и европейским ценностям».

### Ливан
В Ливане армянской общине было предоставлено гражданство и гарантируется представительство в правительстве страны. Армянам позволено избирать определённое число членов в парламент Ливана.
В Сирии и Ливане осенью 1941 года армянскими коммунистами была создана Ассоциация друзей Советской Армении, с целью объединения армян против нацистов. 2 марта 1942 года в печатном органе Компартии вышло заявление, в котором высшим национальным долгом армян объявлялась борьба против нацизма и «предателей, которые будут пытаться распространить [нацистское] влияние среди армян». Под предателями, вероятно, подразумевались дашнаки, стоявшие на позициях антибольшевизма и симпатизировавшие, как утверждали их противники, гитлеровской коалиции. Однако, часть партийных лидеров «Дашнакцутюн» поняла, что продолжив антисоветскую риторику они потеряют влияние во Франции и Великобритании. В целях сохранения репутации, партией был предпринят тактических шаг − партия начала сотрудничать с политическими оппонентами. На парламентских выборах 1943 года «Дашнакцутюн» заключает беспрецедентный союз с «Гнчак».
АРФ осуществляла значительный контроль над культурными, религиозными и политическими процессами в армянской общине Ливана. С 1953 года все места в парламенте, отведённые для армянской общины, занимались исключительно представителями «Дашнакцутюн». Долгое время АРФ доминировала на выборах над независимыми армянскими кандидатами. Однако позже ситуация начинает медленно меняться в пользу небольших группировок и независимых кандидатов.
В Ливане армянская диаспора, в частности «Дашнакцутюн» и «Гнчак», поддерживали вооружённых конфессиональных ополченцев, прежде всего с целью защиты общины (впервые в 1958 году, а затем в период гражданской войны в Ливане в 1975—1990 годах), но также для обеспечения собственных целей, что приводило к убийству одних армян другими.

### Книги
На русском языке
- Депортация армян 14 июня 1949 года. Сборник документов и материалов / Аблажей Н. Н., Харатян Г.. — Новосибирск: Наука, 2016. — 230 с. — ISBN 978–5–02–038691–4.

На английском языке
- Donald Bloxham. The Great Game of Genocide: imperialism, nationalism, and the destruction of the ottoman armenians (англ.). — Oxford University Press, 2005. — ISBN 0-19-927356-1.
- George A. Boumoutian. A Concise History of the Armenian People (From Ancient Times to the Present).The Armenian Question and Its Final Solution (англ.). — Mazda Publishers, Inc., 2006. — ISBN 1-56859-141-1.
- Bonnie Cordes, Bruce Hoffman, Brian M. Jenkins, Konrad Kellen, Sue Moran, William Sater. Trends in International Terrorism, 1982 and 1983. — Rand, 1984. — С. 19.
- Hratch Dasnabedian. History of the Armenian Revolutionary Federation Dashnaktsutiun 1890/1924 (англ.). — 1990. — 221 p. — ISBN 88-85822-11-8.
- Richard G. Hovannisian. Armenia on the Road to Independence (англ.). — University of California Press, 1967. — 364 p.
- Richard G. Hovannisian. The Republic of Armenia: The First Year, 1918-1919 (англ.). — University of California Press, 1971. — Vol. I. — 547 p. — ISBN 0-520-01984-9.
- Richard G. Hovannisian. The Republic of Armenia: From London to Sevres, February-August, 1920 (англ.). — University of California Press, 1996. — Vol. III. — 534 p. — ISBN 0-520-08804-2.
- Francis P. Hyland. Armenian terrorism : the past, the present, the prospects (англ.). — Westview Press, 1991. — 248 p. — ISBN 0-8133-8124-X. Архивировано 23 апреля 2015 года.
- Charles King. The ghost of freedom (англ.). — Oxford University Press, 2008. — 291 p. — ISBN 978-0-19-517775-6.
- James H. Meyer. Turks Across Empires: Marketing Muslim Identity in the Russian–Ottoman Borderlands, 1856–1914 (англ.). — Oxford University Press, 2014. — 211 p. — ISBN 978–0–19–872514–5.
- Louise Nalbandian. The Armenian Revolutionary Movement: The Development of Armenian Political Parties through the Nineteenth Century (англ.). — California, Los Angeles: University of California Press, 1975. — 247 p.
- Razmik Panossian[англ.]. The Armenians: From Kings and Priests to Merchants and Commissars (англ.). — Hurst & Company, 2006. — ISBN 1-85065-644-4, 1-85065-788-2.
- Michael A. Reynolds. Shattering Empires. The Clash and Collapse of the Ottoman and Russian Empires, 1908–1918 (англ.). — Cambridge University Press, 2011. — ISBN 978-0-521-14916-7.
- Eugene Rogan. The Fall of the Ottomans. The Great War in the Middle East (англ.). — Basic Books, 2015. — ISBN 978-0-465-02307-3.
- Ronald Grigor Suny. Looking toward Ararat (англ.). — Indiana University Press, 1993. — 310 p. — ISBN 9780253207739.
- Ronald Grigor Suny. They Can Live in the Desert but Nowhere Else. A History of the Armenian Genocide (англ.). — Princeton University Press, 2015. — ISBN 978-0-691-14730-7.
- Anaide Ter Minassian. Nationalism and Socialism in the Armenian Revolutionary Movement (1887-1912) (англ.). — The Zoryan Institute. Cambridge. Massachusetts, 1984.
- Swietochowski, Tadeusz. Russian Azerbaijan, 1905—1920: The Shaping of a National Identity in a Muslim Community. — Cambridge: Cambridge University Press, 2004. — P. 116—118. — ISBN 978-0521522458.
- Thomas de Waal. Great Catastrophe. Armenians and Turks in the Shadow of Genocide (англ.). — Oxford University Press, 2015.

На немецком языке
- Volker Jacoby. Die Konturen der innenpolitischen Konflikte in Armenien (нем.). — Johann Wolfgang Goethe-Universität, 1998.

### Статьи
На русском языке
- Оганисян Р. С. Формирование политической доктрины партии «Дашнакцутюн» в 1890—1920 гг.. — Вестник Московского Университета Сер. 12 Политические Науки, 2011. — № 1.
- Академический словарь теории и истории империй  / Барышников В. Н.. — Издательство Санкт-Петербургского государственного университета, 2012.
- Добаев И. П. Истоки терроризма на Ближнем Востоке и факторы,определяющие его современную активизацию.. — Государственное и муниципальное управление. Учёные записки СКАГС., 2016. — Т. № 2. — С. 156—164.
- Жигулина О. В. Политические аспекты миграции в Закавказье в составе СССР. — Власть, 2015 № 9. — С. 69—72.
- Искандарян А. Армения между автократией и полиархией. — Pro et Contra, 2011 май — август. — С. 19—28.
- Кадырбаев А. Ш. Армянская диаспора и Дашнакцутюн в Туркестане. 1917–1921 годы. — Восточный архив, 2013, № 2 (28).
- Карлеба В. А. Особенности легализации (отмывания) криминальных доходов в Российской Империи (конец XIX — начало XX в.в.). — Научный журнал КубГАУ, 2017, № 130 (06). — С. 1—17.
- Киракосян Н. Б. Создание и деятельность партии «Дашнакцутюн» (1890 — 1907 гг.). — Российская политическая энциклопедия, 1997. — С. 169—180.
- Кртян Л. Влияние армянской диаспоры на процесс признания Французской Республикой геноцида армян в Оттоманской империи. — Власть, 2011 02. — С. 159—161.
- Мкртчян Т. Г. Армянская диаспора США и Армения в 1990-е гг.. — Вестник Тамбовского Университета, 2014 № 7(135).
- Невский С. А. Из истории борьбы с незаконным оборотом оружия, боеприпасов и взрывчатых веществ в России.. — Общество и право, 2007, № 2 (16). — С. 53—62.
- Синицын Ф. Л. Национальный фактор в гитлеровской оккупационной политике в первый период Великой Отечественной войны (июнь 1941 г. – ноябрь 1942 г.). — Вестник РУДН, сер. История России, 2011, № 3. — С. 83—100.

На английском языке
- Stephan H. Astourian. From Ter-Petrosian to Kocharian: Leadership Change in Armenia (англ.). — University of California, 2000. Архивировано 4 июля 2010 года.
- Houri Berberian. The Dashnaktsutiun and the Iranian Constitutional Revolution, 1905-1911 (англ.) // Iranian Studies. — Taylor & Francis, Ltd., 1996. — Vol. 29, No. 1/2.
- Marie Bennigsen Broxup. Part Three. Transcaucasia. Introduction (англ.) // In a collapsing empire:underdevelopment, ethnic conflicts and nationalisms in the Soviet Union  / Edited by Marco Buttino. — Milano: Feltrinelli Editore, 1992. — ISBN 88-07-99048-2.
- Laura Dugana, Julie Y.Huang, Gary LaFree, Clark McCauley. Sudden desistance from terrorism: The Armenian Secret Army for the Liberation of Armenia and the Justice Commandos of the Armenian Genocide (англ.). — Dynamics of Asymmetric Conflict, 2008 № 3. — Vol. I. Архивировано 4 марта 2016 года.
- Richard G. Hovannisian. The Allies and Armenia, 1915-18 (англ.) // Journal of Contemporary History. — 1968. — No. 3(1). — P. 24.
- Richard G. Hovannisian. Russian Armenia. A Century of Tsarist Rule (англ.). — Jahrbücher für Geschichte Osteuropas, 1971.
- Richard G. Hovannisian. Dimensions of Democracy and Authority in Caucasian Armenia, 1917-1920 (англ.) // The Russian Review. — 1974. — No. 33 (1). — P. 37–49.
- Richard G. Hovannisian. Caucasian Armenia between Imperial and Soviet Rule: The Interlude of National Independence (англ.). — Conference on «Nationalism and Social Change In Transcaucasia», 1980.
- Richard G. Hovannisian. The Armenian People from Ancient to Modern Times: Foreign dominion to statehood : the fifteenth century to the twentieth century. The Armenian Question in the Ottoman Empire 1876 to 1914. (англ.). — Macmillan Press, 1997. — ISBN 0-333-61974-9.
- Michael M. Gunter. Armenian Terrorism: A Reappraisal (англ.). — The Journal of Conflict Studies, 2007. — P. 115.
- Gerard J. Libaridian. Revolution and Liberation in the Programs of the Dashnaktsutiune, 1892 and 1907 (англ.). — Conference on «Nationalism and Social Change In Transcaucasia», 1980.
- Gerard J. Libaridian. Encyclopedia of Russian History. Dashnaktsutiun (англ.)  / James R. Millar. — Gale, 2004. — Vol. I. — ISBN 0-02-865907-4.
- Kimitaka Matsuzato. From Belligerent to Multi-Ethnic Democracy: Domestic Politics in Unrecognized States after the Ceasefires (англ.). — Eurasian Review, November 2008. — Vol. 1.
- Razmik Panossian[англ.]. Post-Soviet Armenia: Nationalism and Its (Dis)contents (англ.)  / Lowell W. Barrington. — The University of Michigan Press, 2006. — ISBN 978-0-472-06898-2.
- David Petrosyan. The Political System of Armenia: Form and Content. (англ.). — Caucasus Analytical Digest, 2010. — Vol. № 17.
- Vahe Sahakyan. Between Host-Countries and Homeland: Institutions, Politics and Identities in the Post-Genocide Armenian Diaspora (1920s to 1980s) (англ.). — University of Michigan, 2015. — P. 271.
- Yossi Shain, Aharon Barth. Diasporas and International Relations Theory (англ.). — The MIT Press, 2003. — Vol. 57 № 3. — P. 449—479. — JSTOR 3594834.
- Smith, Michael G. Anatomy of a Rumour: Murder Scandal, the Musavat Party and Narratives of the Russian Revolution in Baku, 1917-20 (англ.) // Journal of Contemporary History. — 2001. — April (vol. 36, no. 2). — P. 211—240.
- Ronald Grigor Suny. The Armenian People from Ancient to Modern Times: Foreign dominion to statehood : the fifteenth century to the twentieth century. Eastern Armenians under Tsarist Rule (англ.). — Macmillan Press, 1997. — Vol. II. — ISBN 0-333-61974-9.
- Ronald Grigor Suny. The Armenian People from Ancient to Modern Times: Foreign dominion to statehood: the fifteenth century to the twentieth century. Soviet Armenia. (англ.). — Macmillan Press, 1997. — Vol. II. — ISBN 0-333-61974-9.
- Khachig Tölölyan. Elites and Institutions in the Armenian Transnation (англ.). — Wesleyan University, 2001.
- S. Torossian. Soviet policy in the Armenian questions (англ.). — Caucasian review. Institute for the study of the USSR, 1955. — P. 10.